# Liste der Stolpersteine in München

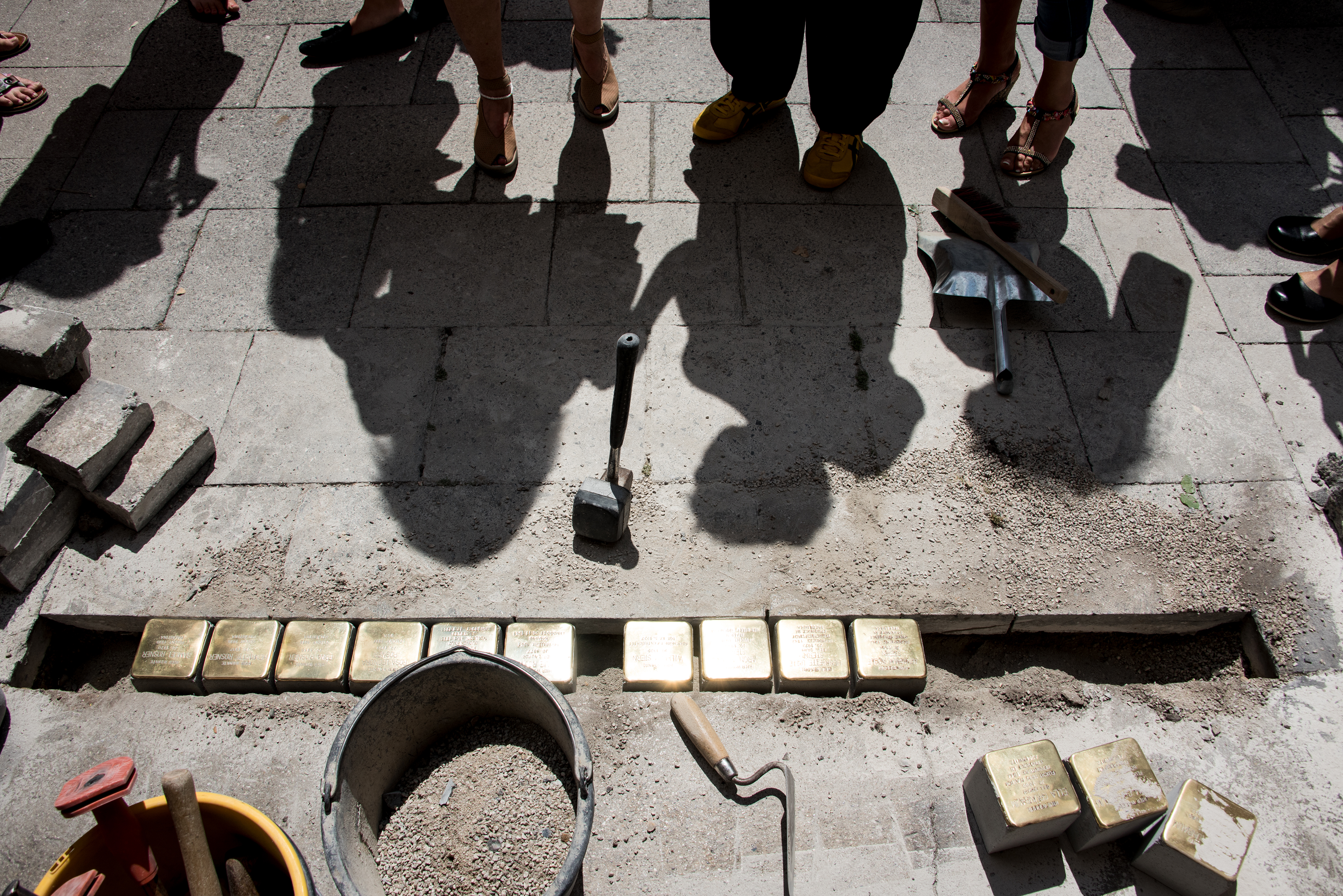
Verlegung von 13 neuen Stolpersteinen in der Ickstattstraße 13, Juni 2017

Die Liste der Stolpersteine in München enthält die 345 Stolpersteine (Stand 1. April 2025), die an 78 Orten auf Privatgrund und staatlichem Grund im Rahmen des gleichnamigen Kunstprojekts von Gunter Demnig in München verlegt wurden. Mit ihnen soll an Opfer des Nationalsozialismus erinnert werden, die in München lebten und wirkten. Der Münchner Stadtrat beschloss 2015, dass auf öffentlichem Grund keine Stolpersteine verlegt werden (Stattdessen werden seit 2018 Gedenktafeln und Stelen der Aktion Erinnerungszeichen installiert).
Je drei weitere Stolpersteine sind im Kunstpavillon im Alten Botanischen Garten sowie im Staatlichen Museum Ägyptischer Kunst ausgestellt. Weitere 203 Stolpersteine werden in einem Keller verwahrt.

## Verlegte Stolpersteine

### Altstadt-Lehel
In Altstadt-Lehel wurden 52 Stolpersteine an sieben Adressen verlegt.
| Stolperstein | Inschrift | Verlegeort                                   | Name, Leben |
| ------------ | --- | -------------------------------------------- | --- |
|              | HIER WOHNTE EUGEN ABELES JG. 1897 DEPORTIERT 1941 KAUNAS ERMORDET 25.11.1941                                                                                        | Reitmorstraße 53                             | Eugen Abeles, geboren am 2. September 1897 in Chiesch. Er entstammte einer erfolgreichen Kaufmannsfamilie, die mehrere Läden und eine der größten Zigarettenfabriken in München betrieb. Dort hatten er und seine Brüder leitende Positionen inne. Die Fabrik hatte bis 1938 ihre Hallen und Anlagen in der Lindwurmstraße 125. Nach der Reichspogromnacht mussten die Brüder im KZ Dachau ihrer Enteignung zustimmen, bevor sie wieder entlassen wurden. Seinen drei jüngeren in München geborenen Brüdern gelang die Emigration in die USA. Mit seinen beiden älteren Brüdern wurde Eugen Abeles am 21. November 1941 nach Kaunas deportiert. Dort wurde er vier Tage nach der Ankunft ermordet. |
|              | HIER WOHNTE HERMINE BACH JG. 1889 DEPORTIERT 1942 PIASKI ERMORDET                                                                                                   | Thierschstraße 25                            | Hermine Bach, geboren am 13. Juni 1889 in München. Sie war das einzige Kind von Joseph und Rosa Bach, geb. Bernheim. Von April 1933 bis Oktober 1937 lebte die Familie im 1. Stock des Hauses in der Thierschstraße 25. Am 4. April 1942 wurde Hermine Bach aus München nach Piaski deportiert und dort ermordet. |
|              | HIER WOHNTE ELSE BASCH GEB. ORDENSTEIN JG. 1878 DEPORTIERT 1942 THERESIENSTADT ERMORDET 18.6.1944                                                                   | Widenmayerstraße 16 (Eingang Liebigstraße) ⊙ | Else Basch, geboren am 4. August 1878 in Nürnberg. Ihre Eltern waren Josef Ordenstein, ein Hopfenhändler am Tegernsee und später in München, und Ida geb. Lauchheimer. Sie hatte drei Geschwister, Ludwig (geboren am 25. April 1877 in Nürnberg), Frieda (geboren 1881) und Richard (geboren 14.12.1862, verstorben 28.02.1914). Sie heiratete am 20. Januar 1902 in Nürnberg den Fabrikanten Julius Basch (siehe unten) und übersiedelte nach München. Das Paar hatte einen Sohn, Ernst (siehe unten), und wohnte in der Steinsdorfstraße 15. Else und Julius Basch erwarben das Geschäftshaus Zum schönen Turm in der Kaufingerstraße, welches heute als Hirmer-Haus bekannt ist. Im Jahr 1926 übersiedelte die Familie in die Widenmayerstraße 16. Ihr Ehemann wurde 1938 ins KZ Dachau verschleppt. Er verstarb am 1. Oktober 1940 in München. Nach dem Verlust ihrer Wohnung wurde Else Basch im November 1941 in das Krankenheim der Israelitische Kultusgemeinde aufgenommen. Am 11. Juni 1942 wurde sie in das Konzentrationslager Theresienstadt deportiert, wo sie am 18. Juni 1944 ums Leben gebracht wurde. Ihr Sohn konnte rechtzeitig emigrieren. Ihr Bruder Ludwig Ordenstein, Kaufmann und ledig, wurde bereits am 22. August 1942 in Theresienstadt ermordet. Für ihn wurde ein Stolperstein angefertigt (Landwehrstr. 22), der noch aufbewahrt wird. |
|              | HIER WOHNTE ERNST BASCH JG. 1909 FLUCHT 1935 USA | Widenmayerstraße 16 (Eingang Liebigstraße) ⊙ | Ernst Basch, geboren am 11. März 1909 in München, war der Sohn von Julius Basch und Else geb. Ordenstein. Er studierte Jura in Berlin, wurde jedoch wegen seiner Herkunft nicht in den Justizdienst aufgenommen. „Basch erkannte rasch, welche Gefahr von den Nazis ausging.“ Er und seine Frau flohen bereits im Frühjahr 1933 in die Vereinigten Staaten. Ernst Basch versuchte auch seine Eltern zur Flucht zu bewegen, freilich vergebens. 1937 veröffentlichte er unter dem Pseudonym E.B. Ashton – um die Eltern zu schützen – in London und New York den mehr als 300 Seiten starken Band The fascist: his state and his mind. 1949 forderte er die Rückstellung des einstigen Besitzes seiner Eltern, einigte sich jedoch mit der Allianz, die das Geschäftshaus der Eltern 1940 gekauft hatte, auf eine Ausgleichszahlung. Er arbeitete als Schriftsteller und Übersetzer in der Nähe von New York und verstarb am 20. Februar 1983. |
|              | HIER WOHNTE JULIUS BASCH JG. 1876 VERHAFTET 1938 DACHAU 1940 ZWANGSVERKAUF DES BESITZES GEDEMÜTIGT/ENTRECHTET TOT 1940                                              | Widenmayerstraße 16 (Eingang Liebigstraße) ⊙ | Julius Basch, geboren am 15. Januar 1876 in München, war der Sohn von Ludwig Basch, eines Kaufmanns, und Maria geb. Löwenmeyer. Er wurde Kaufmann und Fabrikant und heiratete am 20. Januar 1902 in Nürnberg Else geb. Ordenstein. Das Paar hatte einen Sohn, Ernst (siehe oben), und wohnte in der Steinsdorfstraße 15. Im Jahr 1926 übersiedelte die Familie in die Widenmayerstraße 16. Julius Basch und seine Frau erwarben das Geschäftshaus Zum schönen Turm in der Kaufingerstraße. 1935 emigrierte Sohn Ernst in die USA. 1938, nach den Novemberpogromen, wurde Julius Basch in das Konzentrationslager Dachau verschleppt. „Auf Entlassung konnte in solchen Fällen nur hoffen, wer glaubhaft versicherte, umgehend aus Deutschland zu emigrieren. Damit waren erhebliche Kosten für die Auswanderung und für eine Vielzahl diskriminierender Abgaben und Sondersteuern verbunden.“ Das Geschäftshaus in der Kaufingerstraße wurde in der Folge „arisiert“, ebenso die darin untergebrachte Textilhandelsgesellschaft Bamberger & Herz. Julius Basch verstarb am 1. Oktober 1940 in München. Die Todesursache ist unbekannt. Seine Ehefrau wurde im Juni 1944 im Konzentrationslager Theresienstadt ums Leben gebracht. Sein Sohn konnte überleben. |
|              | HIER WOHNTE OTTO BERLÉ JG. 1884 GEDEMÜTIGT/ENTRECHTET TOT 14. AUG. 1939                                                                                             | Herzog-Wilhelm-Straße 5 ⊙                    | Otto Berlé, geboren am 21. August 1884 in Frankfurt am Main. Der ledige Versicherungsagent, Schriftsteller und Künstler starb am 14. August 1939 in München. |
|              | HANNA COHN JG. 1938 DEPORTIERT 1942 SOBIBOR ERMORDET 3.6.1942 | Reitmorstraße 53                             | Hannacha Peril Cohn (1938–1942), geboren am 12. November 1938 in Halle an der Saale. Sie wurde am 1. Juni 1942 nach Sobibor deportiert und starb am 3. Juni 1942. |
|              | HIER WOHNTE RECHA COHN GEB. GRÜNSPAN JG. 1914 DEPORTIERT 1942 SOBIBOR ERMORDET 3.6.1942                                                                             | Reitmorstraße 53                             | Recha Cohn, geborene Grünspan (1914–1942) |
|              | HIER WOHNTE DR. ROBERT RICHARD COHN JG. 1907 FLUCHT 1939 ENGLAND | Reitmorstraße 53                             | Robert Richard Cohn (1907–) |
|              | HIER WOHNTE HENRIETTE EPPSTEIN GEB. SAAL JG. 1902 DEPORTIERT 1942 PIASKI ERMORDET                                                                                   | Thierschstraße 25                            | Henriette Eppstein geb. Saal (1902–1942/45) |
|              | HIER WOHNTE SIEGFRIED EPPSTEIN JG. 1895 ZWANGSARBEIT 1941 FLACHSRÖSTE LOHHOF DEPORTIERT 1942 PIASKI 1942 MAJDANEK ERMORDET 22.5.1942                                | Thierschstraße 25                            | Siegfried Eppstein (1895–1942) |
|              | HIER WOHNTE KAROLINE GUTTENTAG GEB. EMANUEL JG. 1866 DEPORTIERT 1942 THERESIENSTADT ERMORDET 20.5.1944                                                              | Herzog-Wilhelm-Straße 5 ⊙                    | Karoline Guttentag, geboren am 17. Dezember 1866 in Artolsheim. Ihre Eltern waren das Kaufmannsehepaar Aron und Johanna Emanuel. 1891 heiratete sie den Kaufmann Jacob Guttentag, mit dem sie vier Kinder hatte. Ab dem 18. Mai 1942 war sie im Barackenlager in der Knorrstraße 148 in München inhaftiert. Am 2. Juli 1942 wurde sie nach Theresienstadt deportiert und am 20. Mai 1944 ermordet. |
|              | HIER WOHNTE FRIEDA HAMBURGER JG. 1883 DEPORTIERT 1941 KOWNO/KAUNAS FORT IX ERMORDET 25.11.1941                                                                      | Herzog-Wilhelm-Straße 5 ⊙                    | Frieda Hamburger, geboren am 7. Januar 1883. Am 20. November 1941 wurde die ledige Kaufmannstochter nach Kaunas deportiert und dort am 25. November 1941 ermordet. |
|              | HIER WOHNTE HEDWIG HIRSCH GEB. HOFHEIMER JG. 1875 DEPORTIERT 1942 THERESIENSTADT 1942 TREBLINKA ERMORDET                                                            | Steinsdorfstraße 17                          | Hedwig Hirsch geb. Hofheimer (1875–1942) |
|              | DR. KARL HIRSCH JG. 1865 GEDEMÜTIGT / ENTRECHTET TOT 17.2.1935 | Steinsdorfstraße 17                          | Karl Hirsch (1865–1935) |
|              | HIER WOHNTE WILHELM HOFHEIMER JG. 1882 VERHAFTET 13.7.1933 GEFÄNGNIS BAYREUTH ENTLASSEN 13.8.1935 FLUCHT 1936 PRAG DEPORTIERT 1941 LODZ / LITZMANNSTADT ERMORDET    | Steinsdorfstraße 17                          | Wilhelm Hofheimer (1882–1941/45) |
|              | HIER WOHNTE BERTA CHARLOTTE KAPHAN GEB. ARONADE JG. 1900 DEPORTIERT 1942 THERESIENSTADT ERMORDET IN AUSCHWITZ                                                       | Reitmorstraße 53                             | Berta Charlotte Kaphan, geborene Aronade (1900–1942/45) |
|              | HIER WOHNTE JAKOB KAPHAN JG. 1876 DEPORTIERT 1942 THERESIENSTADT ERMORDET 9.7.1944                                                                                  | Reitmorstraße 53                             | Jakob Kaphan (1876–1944) |
|              | HIER WOHNTE KURT TOBIAS KAPHAN JG. 1925 DEPORTIERT 1942 PIASKI ? | Reitmorstraße 53                             | Kurt Tobias Kaphan (1925–?) |
|              | HIER WOHNTE JENNY KAUFMANN GEB. ROTHSCHILD JG. 1887 DEPORTIERT 1941 KAUNAS ERMORDET 25.11.1941                                                                      | Thierschstraße 25                            | Jenny Kaufmann, geborene Rothschild (1887–1941) |
|              | HIER WOHNTE KÄTHE KAUFMANN JG. 1926 KINDERTRANSPORT 1939 ENGLAND | Thierschstraße 25                            | Käthe Kaufmann (1926–) |
|              | HIER WOHNTE SALY KAUFMANN JG. 1881 VERHAFTET 23.11.1939 SACHSENHAUSEN ERMORDET 30.12.1939                                                                           | Thierschstraße 25                            | Saly Kaufmann (1881–1939) |
|              | HIER WOHNTE MAX KOHN JG. 1871 DEPORTIERT 1942 THERESIENSTADT 1942 TREBLINKA ERMORDET 30.9.1942                                                                      | Herzog-Wilhelm-Straße 5 ⊙                    | Max Kohn, geboren am 12. Juni 1871 in Malá Šitboř (Klein Schüttüber). Der Kaufmann heiratete 1900 in erster Ehe Helene Sternglanz, mit der er zwei Kinder hatte. Nach dem Tod von Helene 1917 heiratete er 1923 in zweiter Ehe Rebekka Kapp. Mitte Juli 1942 wurde er in das Ghetto Theresienstadt deportiert, und am 19. September 1942 im Vernichtungslager Treblinka ermordet. |
|              | HIER WOHNTE MARIE KRAFT GEB. KASTOR JG. 1852 GEDEMÜTIGT / ENTRECHTET TOT 25. JUNI 1938                                                                              | Thierschstraße 26                            | Marie Kraft geb. Kastor (1852–1938) |
|              | HIER WOHNTE HELENE LANDAUER GEB. MAYER JG. 1873 DEPORTIERT 1942 GHETTO PIASKI ERMORDET                                                                              | Herzog-Wilhelm-Straße 5 ⊙                    | Helene Landauer, geboren am 8. Oktober 1873 in München. Ihre Eltern waren das Prokuristenehepaar Aaron und Amalie Mayer, mit denen sie von 1890 bis 1900 in Südafrika lebte. Sie heiratete 1890 den Kolonialwarenhändler Julius Landauer, mit dem sie die zwei Kinder Carola und Max Samuel hatte. Nach dem Tod ihres Mannes im Jahr 1918 führte sie den Kolonialwarenhandel fort. Am 4. April 1942 wurde sie in das Ghetto Piasko deportiert. Im gleichen Jahr wurde sie dort ermordet. |
|              | HIER WOHNTE LOUISE LEVY GEB. MAYER JG. 1878 DEPORTIERT 1942 GHETTO PIASKI ERMORDET                                                                                  | Herzog-Wilhelm-Straße 5 ⊙                    | Louise Levy, geboren am 4. Januar 1878 als viertes von fünf Kindern des Kaufmannsehepaars Aaron und Amalie Mayer. 1905 heiratete sie Martin Moritz Levy, mit dem sie den Sohn Alfred Arthur hatte. Ihr Mann starb 1914. In München betrieb sie ab 1919 einen Kleinhandel. Am 3. April 1942 wurde sie ins Ghetto Piaski deportiert. Im gleichen Jahr wurde sie dort ermordet. |
|              | HIER WOHNTE JULIUS MANNHEIMER JG. 1886 GEDEMÜTIGT/ENTRECHTET FLUCHT IN DEN TOD 12. NOV. 1941                                                                        | Herzog-Wilhelm-Straße 5 ⊙                    | Julius Mannheimer, geboren am 14. Juli 1886 in Gräfenhausen. Er arbeitete als Provisionsvertreter für die Firma Billigheimer & Einstein. 1913 heiratete er Louise Hamburger, mit der er zwei Kinder hatte. Er beging am 12. November 1941 zusammen mit seiner Frau an der Bahnstrecke Planegg-Gauting Selbstmord, nachdem die beiden eine Deportationsaufforderung erhalten hatten. |
|              | HIER WOHNTE LOUISE MANNHEIMER GEB. HAMBURGER JG. 1889 GEDEMÜTIGT/ENTRECHTET FLUCHT IN DEN TOD 12. NOV. 1941                                                         | Herzog-Wilhelm-Straße 5 ⊙                    | Louise Mannheimer, alternative Schreibweise Luise Mannheimer, wurde am 10. November 1889 als Kind des Kaufmannsehepaares Abraham und Johanna Hamburger in München geboren. 1913 heiratete sie Julius Mannheimer, mit dem sie die Kinder Martin und Irmgard hatte. Als das Ehepaar eine Deportationsaufforderung bekam, wählte es am 12. November 1941 auf der Bahnstrecke Planegg-Gauting den Freitod. |
|              | HIER WOHNTE DAVID MAYER JG. 1871 DEPORTIERT 1942 THERESIENSTADT ERMORDET 21.2.1943                                                                                  | Herzog-Wilhelm-Straße 5 ⊙                    | David Israel Mayer, geboren am 17. Februar 1871 in München. Zusammen mit seinem 1934 verstorbenen Bruder Samuel war er Inhaber einer Warenagentur und Fabrikation von Gardinen. Er blieb ledig. Am 16. Juli 1942 wurde er in das Ghetto Theresienstadt deportiert. Dort starb er laut Todesfallanzeige des Ältestenrates am 21. Februar 1943 an einer durch Marasmus verursachten „Altersschwäche“. |
|              | HIER WOHNTE HERMINE CLARA MORITZ GEB. MAYER JG. 1891 DEPORTIERT 1942 PIASKI ERMORDET                                                                                | Herzog-Wilhelm-Straße 9 ⊙                    | Hermine Clara Moritz geb. Mayer (1891–1942/45) |
|              | HIER WOHNTE MAXIMILIAN MORITZ JG. 1882 'SCHUTZHAFT' 1938 DACHAU DEPORTIERT 1942 PIASKI ERMORDET                                                                     | Herzog-Wilhelm-Straße 9 ⊙                    | Maximilian Moritz (1882–1942/45) |
|              | HIER WOHNTE HELENE NEU GEB. BACH JG. 1859 DEPORTIERT 1942 THERESIENSTADT ERMORDET 5.8.1942                                                                          | Thierschstraße 25                            | Helene Neu geb. Bach (1859–1942) |
|              | HIER WOHNTE LEO NEUMETZGER JG. 1924 UNFREIWILLIG VERZOGEN 1941 OBERDORF DEPORTIERT 1942 TRANSIT-GHETTO IZBICA ERMORDET                                              | Herzog-Wilhelm-Straße 5 ⊙                    | Leo Neumetzger wurde am 8. August 1924 als Sohn der Viehhändler Siegfried und Berta Neumetzger in Oberdorf am Ipf geboren. Der ledige Schlosserlehrling wurde am 26. April 1942 aus Stuttgart deportiert und im Ghetto Izbica ermordet. |
|              | HIER WOHNTE MORIZ PISTINER JG. 1874 DEPORTIERT 1943 THERESIENSTADT 1944 KZ BUCHENWALD 1945 KZ BERGEN-BELSEN ERMORDET                                                | Herzog-Wilhelm-Straße 5 ⊙                    | Moriz Pistiner wurde am 15. September 1874 in Fundul Moldovei (deutsch Louisenthal) im ehemaligen Gerichtsbezirk Kimpolung als Sohn des Kaufmannsehepaars Getzel und Frima Pistiner geboren. Als Beruf wurde im KZ Buchenwald Buchhalter notiert. Im November 1899 zog er nach München. Ab 1910 arbeitete er als Prokurist und war Teilhaber der Uhrenversandfirma M. Winkler & Co. Am 27. August 1912 heiratete er in Suczawa Ernestine Horn, mit der er ein Kind hatte. Seine deutsche Staatsangehörigkeit wurde am 13. März 1934 widerrufen. Am 20. April deportierte man ihn von München aus in das Ghetto Theresienstadt. Ab dem 18. Mai 1944 war er im KZ Buchenwald. Laut Aussage seiner Tochter Alma Sternenglanz starb er im März 1944 (1945?) in Buchenwald, wo es allerdings keinen Eintrag im Totenbuch gibt. Laut dem Münchner Gedenkbuch nannte das Bundesarchiv Bergen-Belsen als Todesort, doch diese Aussage ist dort nicht mehr zu finden. |
|              | HIER WOHNTE EMMA ROTHSCHILD GEB. KRAFT JG. 1876 GEDEMÜTIGT / ENTRECHTET TOT 10.DEZ. 1938                                                                            | Thierschstraße 26                            | Emma Rothschild geb. Kraft (1876–1938) |
|              | HIER WOHNTE WILHELM ROTHSCHILD JG. 1867 GEDEMÜTIGT / ENTRECHTET FLUCHT IN DEN TOD 1. JULI 1942                                                                      | Thierschstraße 26                            | Wilhelm Rothschild (1867–1942) |
|              | HIER WOHNTE ERNA SIMON JG. 1882 DEPORTIERT 1942 RIGA ERMORDET 18.8.1942                                                                                             | Reitmorstraße 53                             | Erna Simon (1882–1942) |
|              | HIER WOHNTE KLARA STRAUSS GEB. MARX JG. 1875 GEDEMÜTIGT / ENTRECHTET FLUCHT IN DEN TOD 7.11.1941                                                                    | Widenmayerstraße 16 (Eingang Liebigstraße) ⊙ | Klara Strauss, geb. Marx wurde am 18. April 1875 in Mannheim geboren. Ihre Eltern waren der Industrielle Adolf Marx und Frieda geb. Wolff. Am 22. Juli 1900 heiratete sie den Industriellen Siegfried Strauss (1863–1930) aus München. Das Paar lebte ab Mai 1911 in der Widenmayerstraße 16 / III. Die Witwe wurde im Juni 1939 gezwungen, ihre Wohnung abzugeben und in Sammelquartiere zu ziehen, zuerst in der Gedonstraße, danach in der Leopoldstraße. Am 7. November 1941 nahm sich Klara Strauss das Leben, um der Deportation zu entgehen. |
|              | HIER WOHNTE BABETTE SOMMER GEB. NEUMETZGER JG. 1898 DEPORTIERT 1941 KOWNO/KAUNAS FORT IX ERMORDET 25.11.1941                                                        | Herzog-Wilhelm-Straße 5 ⊙                    | Babette Sommer wurde am 7. Dezember 1898 in Oberdorf am Ipf als Tochter des Kaufmannsehepaares Leopold und Ina Neumetzger geboren. Am 11. Juni 1920 heiratete sie dort den Großhändler Isaak Sommer. Zusammen mit ihrer Tochter Sofie wurde sie am 20. November 1941 von München nach Kowno deportiert, wo sie wenige Tage später am 25. November ermordet wurde. |
|              | HIER WOHNTE SOPHIE SOMMER JG. 1923 DEPORTIERT 1941 KOWNO/KAUNAS FORT IX ERMORDET 25.11.1941                                                                         | Herzog-Wilhelm-Straße 5 ⊙                    | Sophie Sommer (auch Sofie) wurde am 12. April 1923 in München als Tochter des Großhändlerehepaars Isaak und Babette Sommer geboren. Am 20. November 1941 wurde sie von München nach Kaunas deportiert und dort am 25. November ermordet. |
|              | HIER WOHNTE CAROLA STEINER GEB. LANDAUER JG. 1892 DEPORTIERT 1942 GHETTO PIASKI ERMORDET                                                                            | Herzog-Wilhelm-Straße 5 ⊙                    | Carola Steiner (auch Karola), geboren am 20. Februar 1892 in Barkly West. Bis Dezember 1900 lebte sie in Südafrika. Nach dem Besuch der Töchterschule und der Handelsschule arbeitete sie als Stenotypistin im Kolonialwaren- und Delikatessenhandel ihrer Eltern Julius und Helene Landauer. Sie heiratete am 16. Oktober 1919 in München Oskar Ernst Steiner. Am 4. April 1942 wurde sie von München nach Piaski deportiert und dort im selben Jahr ermordet. |
|              | HIER WOHNTE OSKAR ERNST STEINER JG. 1889 "SCHUTZHAFT" 1938 KZ DACHAU DEPORTIERT 1942 GHETTO PIASKI ERMORDET                                                         | Herzog-Wilhelm-Straße 5 ⊙                    | Oskar Ernst Steiner wurde am 5. Dezember 1889 in Nürnberg geboren. In einer Münchner Brauerschule wurde er zum Braumeister ausgebildet. Am Ersten Weltkrieg nahm er als Unteroffizier teil. Er war im Kolonialwaren- und Delikatessenhandel seiner Schwiegereltern angestellt. Mit der Schließung des Geschäfts am 10. November 1938 war er bis zum 6. Dezember des gleichen Jahres im KZ Dachau interniert. Danach bekam er eine Anstellung bei der Israelitischen Kultusgemeinde. Am 4. April 1942 wurde er von München aus in das Ghetto Piaski deportiert und dort im gleichen Jahr ermordet. |
|              | HIER WOHNTE JAKOB STEINMEIER JG. 1863 DEPORTIERT 1942 THERESIENSTADT ERMORDET 24.1.1943                                                                             | Herzog-Wilhelm-Straße 5 ⊙                    | Jakob Steinmeier wurde am 24. September 1863 in Hainsfarth im Kreis Nördlingen geboren. Am 11. Juni 1942 wurde er von München in das Ghetto Theresienstadt deportiert, wo er am 24. Januar 1943 ermordet wurde. |
|              | HIER WOHNTE MARIE STURMBAND GEB: STURMBAND JG. 1876 DEPORTIERT 1942 THERESIENSTADT ERMORDET 27.3.1944                                                               | Herzog-Wilhelm-Straße 5 ⊙                    | Marie Julie Sturmband wurde am 9. März 1876 in Schleswig. Ihre Mutter war Mary Lewin Elsass. Nach der Geburt wurde sie von Jakob und Cäcilie Sturmband adoptiert. Nach vier Jahren an der Realschule von St. Gallen begann sie an der dortigen Frauenarbeitsschule das Fach Textilarbeit zu unterrichten. In St. Gallen heiratete sie am 10. August 1904 Otto Sturmband und zog mit ihm nach München. Sie hatten einen gemeinsamen Sohn. Etwa 1905 veröffentlichte sie im Verlag von Wiser & Frey das Buch Die Rahmen- oder Wollknüpf-Arbeit. Bereits 1907 verstarb ihr Mann. Marie Julie Sturmband absolvierte in München die Ausbildung zur Hebamme. Sie war Mitinhaberin der Gravieranstalt S. Sturmband in der Ottostraße 1. Am 16. Juli 1942 wurde sie von München in das Ghetto Theresienstadt deportiert, wo sie am 27. März 1944 ermordet wurde. |
|              | HIER WOHNTE BERTHOLD TRIEST JG. 1886 FLUCHT 1937 BELGIEN 1939 LUXEMBURG INTERNIERT DRANCY DEPORTIERT 1942 ERMORDET IN AUSCHWITZ                                     | Reitmorstraße 53                             | Berthold Triest (1886–1942) |
|              | HIER WOHNTE HEINZ TRIEST JG. 1923 FLUCHT 1940 USA | Reitmorstraße 53                             | Heinz Triest (1923–) |
|              | HIER WOHNTE LINA TRIEST GEB. WESTHEIMER JG. 1899 FLUCHT 1939 LUXEMBURG FRANKREICH INTERNIERT DRANCY DEPORTIERT 1942 ERMORDET IN AUSCHWITZ                           | Reitmorstraße 53                             | Lina Triest, geborene Westheimer (1899–1942) |
|              | HIER WOHNTE MARGOT ELLEN TRIEST JG. 1929 FLUCHT 1939 FRANKREICH INTERNIERT LES MILLES 1942 KINDERHILFSWERK OSE VERSTECKT IN KINDERHEIM UND FLUCHTHILFE 1943 SCHWEIZ | Reitmorstraße 53                             | Margot Ellen Triest (1929–) |
|              | HIER WOHNTE MORITZ TRIEST JG. 1850 DEPORTIERT 1942 THERESIENSTADT ERMORDET 3.9.1942                                                                                 | Reitmorstraße 53                             | Moritz Triest (1850–1942) |
|              | HIER WOHNTE ELSA WOLFSHEIMER GEB. STEINMEIER JG. 1897 DEPORTIERT 1941 KOWNO/KAUNAS FORT IX ERMORDET 25.11.1941                                                      | Herzog-Wilhelm-Straße 5 ⊙                    | Elsa Wolfsheimer, geboren am 12. Februar 1897 in München. Ihre Eltern waren das Kaufmannsehepaar Emanuel und Rosa Steinmeier. Als ihr Vorname wird in den Quellen auch Else angegeben. Sie heiratete 1922 den Kaufmann Otto Wolfsheimer, dem 1939 zusammen mit ihrem gemeinsamen Sohn Hans Heinz die Emigration nach England gelang. Die eigene Emigration nach Kuba im Sommer 1941 scheiterte. Am 20. November 1941 wurde sie nach Kaunus deportiert und dort fünf Tage später ermordet. |
|              | HIER WOHNTE HANS HEINZ WOLFSHEIMER JG. 1924 FLUCHT 1939 ENGLAND | Herzog-Wilhelm-Straße 5 ⊙                    | Hans Heinz Wolfsheimer, geboren am 3. April 1924 in München. 1939 emigrierte er mit seinem Vater Otto Wolfsheimer nach England und siedelte nach 1945 in die USA um. |
|              | HIER WOHNTE OTTO WOLFSHEIMER JG. 1885 "SCHUTZHAFT" 1938 KZ DACHAU FLUCHT 1939 ENGLAND                                                                               | Herzog-Wilhelm-Straße 5 ⊙                    | Otto Wolfsheimer, geboren am 31. Mai 1885 in Augsburg, verheiratet mit Elsa Wolfsheimer. Er emigrierte 1939 zusammen mit Sohn Hans Heinz nach England. Später wanderte er in die USA aus und verstarb dort 1976. |

### Au-Haidhausen
In Au-Haidhausen wurden folgende Stolpersteine verlegt:
| Stolperstein | Inschrift | Verlegeort            | Name, Leben |
| ------------ | --- | --------------------- | --- |
|              | HIER WOHNTE GAD 'GABRIEL' EINSTEIN JG. 1866 GEDEMÜTIGT / ENTRECHTET FLUCHT IN DEN TOD 8. JAN. 1941                                                    | Schweigerstraße 6     | Gad Einstein |
|              | HIER WOHNTE JOSEPH FINKEL JG. 1871 'SCHUTZHAFT' 1938 KZ DACHAU FLUCHT 1939 ENGLAND                                                                    | Schweigerstraße 10    | Joseph Finkel |
|              | HIER WOHNTE MARJAM FINKEL GEB. GOLDFARB JG. 1882 GEDEMÜTIGT/ENTRECHTET TOT 13.MÄRZ 1933                                                               | Schweigerstraße 10    | Marjam Finkel |
|              | HIER WOHNTE ERNST FINKEL JG. 1911 FLUCHT 1935 PALÄSTINA                                                                                               | Schweigerstraße 10    | Ernst Finkel |
|              | HIER WOHNTE SIEGFRIED FINKEL JG. 1915 FLUCHT 1934 PALÄSTINA                                                                                           | Schweigerstraße 10    | Siegfried Finkel |
|              | HIER WOHNTE OSKAR FINKEL JG. 1918 FLUCHT 1934 PALÄSTINA                                                                                               | Schweigerstraße 10    | Oskar Finkel |
|              | HIER WOHNTE JOSEF ZOLLNER JG. 1891 ZEUGE JEHOVAS VERHAFTET 1940 KZ DACHAU BEFREIT                                                                     | Welfenstraße 15       | Josef Zollner |
|              | HIER WOHNTE JOHANNA ZOLLNER JG. 1911 EINGEWIESEN 1934 HEILANSTALT EGLFING-HAAR 'VERLEGT' 1940 HARTHEIM ERMORDET 1942 'AKTION T4'                      | Welfenstraße 15       | Johanna Zollner |
|              | HIER WOHNTE REGINA 'RIFKA' KELLER GEB. WEISSMANN JG. 1876 DEPORTIERT 1942 THERESIENSTADT 1943 AUSCHWITZ ERMORDET                                      | Schweigerstraße 6     | Regina Keller |
|              | HIER WOHNTE EMANUEL BERGE JG. 1879 DEPORTIERT 1944 THERESIENSTADT 1944 AUSCHWITZ ERMORDET                                                             | Mariahilfstraße 3     | Emanuel Berge (1879–1944/45) |
|              | HIER WOHNTE DR. ANTON BRAUN JG. 1910 EINGEWIESEN 1938 HEILANSTALT EGLFING-HAAR 'VERLEGT' 24.10.1940 SCHLOSS HARTHEIM ERMORDET 24.10.1940 'AKTION T 4' | Franziskanerstraße 41 | Anton Braun (1910–1940) |
|              | HIER WOHNTE HEINRICH GOLDSTEIN JG. 1862 DEPORTIERT 1942 THERESIENSTADT 1942 TREBLINKA ERMORDET                                                        | Mariahilfstraße 9     | Heinrich Goldstein (1862–1942) |
|              | HIER WOHNTE HILDA GOLDSTEIN GEB. EINSTEIN JG. 1860 DEPORTIERT 1942 THERESIENSTADT 1942 TREBLINKA ERMORDET                                             | Mariahilfstraße 9     | Hilda Goldstein, geborene Einstein (1860–1942) |
|              | HIER WOHNTE ISAAK GORDIN JG. 1875 'SCHUTZHAFT' 1938 DACHAU DEPORTIERT 1942 THERESIENSTADT ERMORDET 27.7.1942                                          | Zeppelinstraße 16     | Isaak Gordin (1875–1942) |
|              | HIER WOHNTE JAKOB GORDIN JG. 1910 FLUCHT 1939 ENGLAND                                                                                                 | Zeppelinstraße 16     | Jakob Gordin (1910–) |
|              | HIER WOHNTE MALIA GORDIN GEB. SCHAPIRO JG. 1876 DEPORTIERT 1942 THERESIENSTADT 1942 TREBLINKA ERMORDET 27.7.1942                                      | Zeppelinstraße 16     | Malia Gordin. geborene Schapiro (1876–1942) |
|              | HIER WOHNTE NAHUM GORDIN JG. 1902 FLUCHT 1933 FRANKREICH INTERNIERT DRANCY DEPORTIERT 1942 AUSCHWITZ ERMORDET 1942                                    | Zeppelinstraße 16     | Nahum Gordin (1902–1942) |
|              | HIER WOHNTE WOLFGANG GORDIN JG. 1907 FLUCHT 1933 FRANKREICH INTERNIERT DRANCY DEPORTIERT 1942 AUSCHWITZ ERMORDET 1942                                 | Zeppelinstraße 16     | Wolfgang Gordin (1907–1942) |
|              | HIER WOHNTE JOSEFINE HAMBERGER GEB. TRIEB JG. 1877 GEDEMÜTIGT / ENTRECHTET TOT 24.3.1945                                                              | Mariahilfstraße 7     | Josefine Hamberger, geborene Trieb (1877–1945) |
|              | HIER WOHNTE LUDWIG HAMBERGER JG. 1880 'SCHUTZHAFT' 1938 DACHAU TOT 31.7.1942                                                                          | Mariahilfstraße 7     | Ludwig Hamberger (1880–1942) |
|              | HIER WOHNTE DORA HELBING GEB. GOLDSTEIN JG. 1895 DEPORTIERT 1943 ERMORDET IN AUSCHWITZ                                                                | Mariahilfstraße 7     | Dora Helbing, geborene Goldstein (1895–1943/45) |
|              | HIER WOHNTE FRIEDRICH DAVID HELBING JG. 1888 'SCHUTZHAFT' 1938 DACHAU DEPORTIERT 1943 ERMORDET IN AUSCHWITZ                                           | Mariahilfstraße 7     | Friedrich David Helbing (1888–1943/45) |
|              | HIER WOHNTE VIKTORIA KLIMM JG. 1885 ZEUGIN JEHOVAS VERHAFTET 1936 FLUGBLATTAKTION 1937 MORINGEN RAVENSBRÜCK ERMORDET 16.12.1942 AUSCHWITZ             | Entenbachstraße 45 ⊙  | Viktoria Klimm wurde am 21. Dezember 1885 im schwäbischen Irsee (nahe Kaufbeuren) geboren. Sie war Zeugin Jehovas und wurde am 23. Juli 1936 zum ersten Mal verhaftet, weil sie den Hitlergruß verweigerte. Nach ihrer Freilassung nahm sie an einer reichsweiten Flugblattaktion, die am 12. Dezember 1936 von den Zeugen Jehovas organisiert wurde, teil. Sie wurde erneut verhaftet und zuerst in das KZ Moringen verschleppt, in der Folge nach Lichtenburg und Ravensbrück. Am 1. Juli 1942 wurde sie schließlich ins Konzentrationslager Auschwitz deportiert, wo sie am 16. Dezember 1942 vom NS-Regime ermordet wurde. |
|              | HIER WOHNTE ANTONIE KOHN JG. 1889 DEPORTIERT 1943 ERMORDET IN AUSCHWITZ                                                                               | Mariahilfstraße 3     | Antonie Kohn (1889–1943/45) |
|              | HIER WOHNTE MATHILDE KOHN GEB. HERZFELDER JG. 1866 DEPORTIERT 1942 THERESIENSTADT 1942 TREBLINKA ERMORDET                                             | Mariahilfstraße 3     | Mathilde Kohn, geborene Herzfelder (1866–1942) |
|              | HIER WOHNTE NATHAN KOHN JG. 1856 DEPORTIERT 1942 THERESIENSTADT 1942 TREBLINKA ERMORDET                                                               | Mariahilfstraße 3     | Nathan Kohn (1860–1942) |
|              | HIER WOHNTE JOHANNA KRAMER GEB. REH JG. 1871 DEPORTIERT 1941 KOWNO FORT IX MASSENERSCHIESSUNG 25.11.1941                                              | Franziskanerstraße 7  | Johanna Kramer, geborene Reh (1871–1941) |
|              | HIER WOHNTE BERTA PRÖLSDORFER JG. 1890 DEPORTIERT 1943 ERMORDET IN AUSCHWITZ                                                                          | Franziskanerstraße 7  | Berta Prölsdorfer (1890–1943/45) |
|              | HIER WOHNTE ZACHARIAS FRITZ REITER JG. 1873 ZWANGSARBEIT FLACHSRÖSTE LOHHOF DEPORTIERT 1942 THERESIENSTADT ERMORDET 10.10.1942                        | Franziskanerstraße 7  | Zacharias Fritz Reiter (1873–1942) |
|              | HIER WOHNTE ILSE RÖDELHEIMER JG. 1936 DEPORTIERT 20.11.1941 ERMORDET 25.11.1941 KAUNAS                                                                | Sckellstraße 6        | Ilse Rödelheimer (1936–1941) |
|              | HIER WOHNTE JOHANNA RÖDELHEIMER JG. 1898 DEPORTIERT 20.11.1941 ERMORDET 25.11.1941 KAUNAS                                                             | Sckellstraße 6        | Johanna Rödelheimer (1898–1941) |
|              | HIER WOHNTE REGINA RÖDELHEIMER GEB. STIEFEL JG. 1872 DEPORTIERT 20.11.1941 ERMORDET 25.11.1941 KAUNAS                                                 | Sckellstraße 6        | Regina Rödelheimer, geborene Stiefel (1872–1941) |
|              | HIER WOHNTE BERTHA WOLF GEB. ULLMANN JG. 1872 DEPORTIERT 1942 PIASKI ERMORDET                                                                         | Franziskanerstraße 7  | Bertha Wolf |

### Bogenhausen
In Bogenhausen wurden zwei Stolpersteine an einer Adresse verlegt.
| Stolperstein | Inschrift                                                                                        | Verlegeort           | Name, Leben                              |
| ------------ | ------------------------------------------------------------------------------------------------ | -------------------- | ---------------------------------------- |
|              | HIER WOHNTE LUDWIG GERDTS JG. 1885 GEDEMÜTIGT / ENTRECHTET FLUCHT IN DEN TOD 2.12.1944           | Pienzenauerstraße 24 | Ludwig Gerdts (1885–1944)                |
|              | HIER WOHNTE NELLY GERDTS GEB. WOLFF JG. 1889 GEDEMÜTIGT / ENTRECHTET FLUCHT IN DEN TOD 5.12.1944 | Pienzenauerstraße 24 | Nelly Gerdts, geborene Wolff (1889–1944) |

### Ludwigsvorstadt-Isarvorstadt
In Ludwigsvorstadt-Isarvorstadt wurden folgende Stolpersteine verlegt.
| Stolperstein | Inschrift | Verlegeort               | Name, Leben |
| ------------ | --- | ------------------------ | --- |
|              | HIER WOHNTE MARIE LEFKOVITSCH GEB. TOLLER JG. 1858 GEDEMÜTIGT/ENTRECHTET TOT 17.MAI 1940                                                                          | Holzstraße 34            | Marie Lefkovitsch |
|              | HIER WOHNTE ELISE BAUER GEB. BLEUER JG. 1879 GEDEMÜTIGT/ENTRECHTET TOT BEI BOMBENANGRIFF 13. JULI 1944                                                            | Baaderstraße 45          | Elise Bauer |
|              | HIER WOHNTE MORITZ BAUER JG. 1876 GEDEMÜTIGT/ENTRECHTET TOT BEI BOMBENANGRIFF 13. JULI 1944                                                                       | Baaderstraße 45          | Moritz Bauer |
|              | HIER WOHNTE JULIE STETTNER GEB. MONSCHEIN JG. 1894 DEPORTIERT 1941 KOWNO/KAUNAS FORT IX ERMORDET 25.11.1941                                                       | Am Glockenbach 7         | Julie Stettner |
|              | HIER WOHNTE KURT STETTNER JG. 1923 DEPORTIERT 1941 KOWNO/KAUNAS FORT IX ERMORDET 25.11.1941                                                                       | Am Glockenbach 7         | Kurt Stettner |
|              | HIER WOHNTE JOSEPHSTETTNER JG. 1925 DEPORTIERT 1941 KOWNO/KAUNAS FORT IX ERMORDET 25.11.1941                                                                      | Am Glockenbach 7         | Joseph Stettner |
|              | HIER WOHNTE SOPHIE STETTNER JG. 1927 DEPORTIERT 1941 KOWNO/KAUNAS FORT IX ERMORDET 25.11.1941                                                                     | Am Glockenbach 7         | Sophie Stettner |
|              | HIER WOHNTE FRANZISKA MONSCHEIN JG. 1919 DEPORTIERT 1941 KOWNO/KAUNAS FORT IX ERMORDET 25.11.1941                                                                 | Am Glockenbach 7         | Franziska Monschein |
|              | HIER WOHNTE SIDONIE MONSCHEIN GEB. KOHN JG. 1871 GEDEMÜTIGT/ENTRECHTET TOT 12. DEZ. 1935                                                                          | Am Glockenbach 7         | Sidonie Monschein |
|              | HIER WOHNTE LEOPOLD MONSCHEIN JG. 1854 GEDEMÜTIGT/ENTRECHTET TOT 11. JULI 1940                                                                                    | Am Glockenbach 7         | Leopold Monschein |
|              | HIER WOHNTE ABRAHAM HEIDECKER JG. 1867 GEDEMÜTIGT/ENTRECHTET TOT 27. JUNI 1939                                                                                    | Goethestraße 23 ⊙        | Abraham Heidecker |
|              | HIER WOHNTE ADOLF LEHMANN JG. 1878 FLUCHT 1939 USA | Goethestraße 23 ⊙        | Adolf Lehmann |
|              | HIER WOHNTE ALBERT ARON ROTHSCHILD JG. 1867 'SCHUTZHAFT' 1938 KZ DACHAU DEPORTIERT 1942 THERESIENSTADT ERMORDET 30.12.1942                                        | Goethestraße 23 ⊙        | Albert Aron Rothschild |
|              | HIER WOHNTE BLANKA WEINSTOCK JG. 1922 DEPORTIERT 1942 GHETTO PIASKI ERMORDET                                                                                      | Goethestraße 23 ⊙        | Blanka Weinstock |
|              | HIER WOHNTE DORA HELLMANN JG. 1898 DEPORTIERT 1941 KOWNO/KAUNAS FORT IX ERMORDET 25.11.1941                                                                       | Goethestraße 23 ⊙        | Dora Hellmann |
|              | HIER WOHNTE DORISCH FLASCHNER GEB. TREUMANN JG. 1895 DEPORTIERT 1942 GHETTO PIASKI ERMORDET                                                                       | Goethestraße 23 ⊙        | Doris Flaschner |
|              | HIER WOHNTE DR. ALBERT OPPENHEIMER JG. 1897 'SCHUTZHAFT' 1938 KZ DACHAU DEPORTIERT 1942 GHETTO PIASKI MAJDANEK ERMORDET 22.6.1942                                 | Goethestraße 23 ⊙        | Dr. Albert Oppenheimer |
|              | HIER WOHNTE DR. SIEGFRIED OPPENHEIMER JG. 1883 'SCHUTZHAFT' 1938 KZ DACHAU DEPORTIERT 1941 KOWNO/KAUNAS FORT IX ERMORDET 25.11.1941                               | Goethestraße 23 ⊙        | Dr. Siegfried Oppenheimer |
|              | HIER WOHNTE EMIL STEPPACHER JG. 1896 'SCHUTZHAFT 1938 KZ DACHAU DEPORTIERT 1941 KOWNO/KAUNAS FORT IX ERMORDET 25.11.1941                                          | Goethestraße 23 ⊙        | Emil Steppacher |
|              | HIER WOHNTE EMMA LEHMANN GEB. BERG JG. 1883 FLUCHT 1939 USA | Goethestraße 23 ⊙        | Emma Lehmann |
|              | HIER WOHNTE EMMA SONDHELM GEB. KAHN JG. 1857 GEDEMÜTIGT/ENTRECHTET TOT 5. DEZ. 1941                                                                               | Goethestraße 23 ⊙        | Emma Sondhelm |
|              | HIER WOHNTE FANNY WERTHEIMER GEB. STEPPACHER JG. 1891 DEPORTIERT 1941 KOWNO/KAUNAS FORT IX ERMORDET 25.11.1941                                                    | Goethestraße 23 ⊙        | Fanny Wertheimer |
|              | HIER WOHNTE FRIEDA GRÖGER JG. 1902 DEPORTIERT 1942 GHETTO PIASKI ERMORDET                                                                                         | Goethestraße 23 ⊙        | Frieda Gröger |
|              | HIER WOHNTE FRIEDA STEINER JG. 1892 DEPORTIERT 1941 GHETTO RIGA ERMORDET                                                                                          | Goethestraße 23 ⊙        | Frieda Steiner |
|              | HIER WOHNTE GERTRAUD GETTA NEUHÖFER JG. 1904 DEPORTIERT 1942 GHETTO PIASKI ERMORDET                                                                               | Goethestraße 23 ⊙        | Gertraud Getta Neuhöfer |
|              | HIER WOHNTE GOLDA LIPPMANN GEB. FARNBACHER JG. 1867 DEPORTIERT 1942 THERESIENSTADT 1942 TREBLINKA ERMORDET 30.9.1942                                              | Goethestraße 23 ⊙        | Golda Lippmann |
|              | HIER WOHNTE GUSTAV BECHHÖFER JG. 1868 DEPORTIERT 1942 THERESIENSTADT ERMORDET 5.2.1943                                                                            | Goethestraße 23 ⊙        | Gustav Bechhöfer |
|              | HIER WOHNTE HANNA BLUMENFELD JG. 1924 DEPORTIERT 1941 KOWNO/KAUNAS FORT IX ERMORDET 24.11.1941                                                                    | Goethestraße 23 ⊙        | Hanna Blumenfeld |
|              | HIER WOHNTE HEDWIG GENG GEB. BERG JG. 1891 DEPORTIERT 1944 THERESIENSTADT BEFREIT                                                                                 | Goethestraße 23 ⊙        | Hedwig Geng |
|              | HIER WOHNTE HEINRICH SPIEGEL JG. 1887 GEDEMÜTIGT/ENTRECHTET TOT 2. NOV. 1941                                                                                      | Goethestraße 23 ⊙        | Heinrich Spiegel |
|              | HIER WOHNTE HENRIETTE FEXER GEB. ISAAK JG. 1869 GEDEMÜTIGT/ENTRECHTET TOT 27. OKT. 1940                                                                           | Goethestraße 23 ⊙        | Henriette Fexer |
|              | HIER WOHNTE HERBERT ABERBACH JG. 1925 GEDEMÜTIGT/ENTRECHTET ÜBERLEBT                                                                                              | Goethestraße 23 ⊙        | Herbert Aberbach |
|              | HIER WOHNTE HERTHA BEHREND JG. 1898 DEPORTIERT 1943 AUSCHWITZ ERMORDET 17.3.1943                                                                                  | Goethestraße 23 ⊙        | Hertha Behrend |
|              | HIER WOHNTE IDA HAYMANN GEB. GRÜNER JG. 1894 DEPORTIERT 1942 GHETTO PIASKI ERMORDET                                                                               | Goethestraße 23 ⊙        | Ida Haymann |
|              | HIER WOHNTE IDA MANN JG. 1881 DEPORTIERT 1941 KOWNO/KAUNAS FORT IX ERMORDET 25.11.1941                                                                            | Goethestraße 23 ⊙        | Ida Mann |
|              | HIER WOHNTE IRENE LUISE KAISER JG. 1921 DEPORTIERT 1942 GHETTO PIASKI ERMORDET                                                                                    | Goethestraße 23 ⊙        | Irene Luise Kaiser |
|              | HIER WOHNTE JAKOB PINDRIK JG. 1920 DEPORTIERT 1941 KOWNO/KAUNAS FORT IX ERMORDET 25.11.1941                                                                       | Goethestraße 23 ⊙        | Jakob Pindrik |
|              | HIER WOHNTE JEANETTE BERG GEB. HIRSCHMANN JG. 1861 DEPORTIERT 1942 THERESIENSTADT ERMORDET 16.10.1942                                                             | Goethestraße 23 ⊙        | Jeanette Berg |
|              | HIER WOHNTE JOHANNA ADLER GEB. SCHWARZ JG. 1876 DEPORTIERT 1942 THERESIENSTADT ERMORDET 8.10.1942                                                                 | Goethestraße 23 ⊙        | Johanna Adler |
|              | HIER WOHNTE JOHANNA BECHHÖFER GEB. KRÄMER JG. 1870 DEPORTIERT 1942 THERESIENSTADT ERMORDET 16.1.1943                                                              | Goethestraße 23 ⊙        | Johanna Bechhöfer |
|              | HIER WOHNTE JOHANNA PFEIFFER JG. 1873 DEPORTIERT 1942 THERESIENSTADT 1942 TREBLINKA ERMORDET                                                                      | Goethestraße 23 ⊙        | Johanna Pfeiffer |
|              | HIER WOHNTE JOSEF LEIB OBARZANEK JG. 1896 DEPORTIERT 1942 GHETTO PIASKI ERMORDET                                                                                  | Goethestraße 23 ⊙        | Josef Leib Obarzanek |
|              | HIER WOHNTE JOSEPHINE MARX GEB. GERSTLE JG. 1863 DEPORTIERT 1942 THERESIENSTADT ERMORDET 28.1.1943                                                                | Goethestraße 23 ⊙        | Josephine Marx |
|              | HIER WOHNTE KARL HEINRICH FLASCHNER JG. 1924 DEPORTIERT 1942 GHETTO PIASKI ERMORDET                                                                               | Goethestraße 23 ⊙        | Karl Heinrich Flaschner |
|              | HIER WOHNTE KAROLA WERTHEIMER JG. 1919 FLUCHT 1939 ENGLAND USA | Goethestraße 23 ⊙        | Karola Wertheimer |
|              | HIER WOHNTE LEONIE METZGER GEB. ROTH JG. 1882 DEPORTIERT 1941 KOWNO/KAUNAS FORT IX ERMORDET 25.11.1941                                                            | Goethestraße 23 ⊙        | Leonie Metzger |
|              | HIER WOHNTE LOUIS WERTHEIMER JG. 1873 GEDEMÜTIGT/ENTRECHTET TOT 1. DEZ. 1940                                                                                      | Goethestraße 23 ⊙        | Louis Wertheimer |
|              | HIER WOHNTE MARGARITA PINDRIK JG. 1916 DEPORTIERT 1941 KOWNO/KAUNAS FORT IX ERMORDET 25.11.1941                                                                   | Goethestraße 23 ⊙        | Margarita Pindrik |
|              | HIER WOHNTE MAX BAYERSDORFER JG. 1868 'SCHUTZHAFT' 1938 KZ DACHAU DEPORTIERT 1942 THERESIENSTADT 1942 TREBLINKA ERMORDET                                          | Goethestraße 23 ⊙        | Max Bayersdorfer |
|              | HIER WOHNTE MAX HAYMANN JG. 1885 'SCHUTZHAFT' 1938 KZ DACHAU DEPORTIERT 1942 GHETTO PIASKO ERMORDET                                                               | Goethestraße 23 ⊙        | Max Haymann |
|              | HIER WOHNTE MORITZ NEUBURGER JG. 1883 GEDEMÜTIGT/ENTRECHTET 'SCHUTZHAFT' 1938 KZ DACHAU TOT 26. MAI 1941                                                          | Goethestraße 23 ⊙        | Moritz Neuburger |
|              | HIER WOHNTE NATHAN NOA KAISER JG. 1885 'SCHUTZHAFT' 1938 KZ DACHAU DEPORTIERT 1942 GHETTO PIASKI ERMORDET                                                         | Goethestraße 23 ⊙        | Nathan Noa Kaiser |
|              | HIER WOHNTE PAULA KAISER GEB. BECHHÖFER JG. 1893 DEPORTIERT 1942 GHETTO PIASKI ERMORDET                                                                           | Goethestraße 23 ⊙        | Paula Kaiser |
|              | HIER WOHNTE ROSA BLUMENFELD GEB. FECHENBACH JG. 1897 DEPORTIERT KOWNO/KAUNAS FORT IX ERMORDET 25.11.1941                                                          | Goethestraße 23 ⊙        | Rosa Blumenfeld |
|              | HIER WOHNTE ROSA KRASNOPOLSKI JG. 1923 DEPORTIERT 1942 GHETTO PIASKI ERMORDET                                                                                     | Goethestraße 23 ⊙        | Rosa Krasnopolski |
|              | HIER WOHNTE ROSA PINDRIK GEB. GROSSMEYER JG. 1883 DEPORTIERT 1941 KOWNO/KAUNAS FORT IX ERMORDET 25.11.1941                                                        | Goethestraße 23 ⊙        | Rosa Pindrik |
|              | HIER WOHNTE ROSA SCHWARZ JG. 1885 DEPORTIERT 1941 KOWNO/KAUNAS FORT IX ERMORDET 25.11.1941                                                                        | Goethestraße 23 ⊙        | Rosa Schwarz |
|              | HIER WOHNTE RUDOLF BLUMENFELD JG. 1880 'SCHUTZHAFT' 1938 KZ DACHAU DEPORTIERT 1941 KOWNO/KAUNAS FORT IX ERMORDET 25.11.1941                                       | Goethestraße 23 ⊙        | Rudolf Blumenfeld |
|              | HIER WOHNTE SELMA BAYERSDORFER GEB. SONDHELM JG. 1883 DEPORTIERT 1942 THERESIENSTADT 1942 TREBLINKA ERMORDET                                                      | Goethestraße 23 ⊙        | Selma Bayersdorfer |
|              | HIER WOHNTE SELMA BELLA WEINSTOCK GEB. HAMMELBACHER JG. 1896 DEPORTIERT 1942 GHETTO PIASKI ERMORDET                                                               | Goethestraße 23 ⊙        | Selma Bella Weinstock |
|              | HIER WOHNTE SELMA NEUHÄUSER JG. 1885 DEPORTIERT 1941 /KOWNO/KAUNAS FORT IX ERMORDET 25.11.1941                                                                    | Goethestraße 23 ⊙        | Selma Neuhäuser |
|              | HIER WOHNTE SIEGFRIED ADLER JG. 1875 DEPORTIERT 1942 THERESIENSTADT 'FREIHEITSTRANSPORT' 5.2.1945 SCHWEIZ                                                         | Goethestraße 23 ⊙        | Siegfried Adler |
|              | HIER WOHNTE SILVIA SARA ABERBACH JG. 1890 DEPORTIERT 1942 GHETTO PIASKI ERMORDET                                                                                  | Goethestraße 23 ⊙        | Silvia Sara Aberbach |
|              | HIER WOHNTE SOPHIE HEIDECKER GEB. WEISSMANN JG. 1878 DEPORTIERT 1942 GHETTO PIASKI ERMORDET                                                                       | Goethestraße 23 ⊙        | Sophie Heidecker |
|              | HIER WOHNTE STEPHAN KÜNSTLER JG. 1869 GEDEMÜTIGT/ENTRECHTET TOT 29. MAI 1942                                                                                      | Goethestraße 23 ⊙        | Stephan Künstler |
|              | HIER WOHNTE STEPHAN MÜLLER JG. 1893 GEDEMÜTIGT/ENTRECHTET TOT 13. FEB. 1941                                                                                       | Goethestraße 23 ⊙        | Stephan Müller |
|              | HIER WOHNTE MAIER MAX ALTMANN JG. 1920 FLUCHT 1939 USA | Holzstraße 29            | Maier Max Altmann |
|              | HIER WOHNTE FAJWEL PHILIPP ALTMANN JG. 1907 FLUCHT 1939 ITALIEN DEPORTIERT KZ BUCHENWALD BEFREIT                                                                  | Holzstraße 29            | Fajwel Philipp Altmann |
|              | HIER WOHNTE BENJAMIN ALTMANN JG. 1883 DEPORTIERT 1941 KOWNO / KAUNAS FORT IX ERMORDET 25.11.1941                                                                  | Holzstraße 29            | Benjamin Altmann |
|              | HIER WOHNTE MARK ALTMANN JG. 1939 DEPORTIERT 1941 KOWNO/KAUNAS FORT IX ERMORDET 25.11.1941                                                                        | Holzstraße 29            | Mark Altmann |
|              | HIER WOHNTE SCHEINDEL ALTMANN GEB. ALTBACH JG. 1904 DEPORTIERT 1941 KOWNO/KAUNAS FORT IX ERMORDET 25.11.1941                                                      | Holzstraße 29            | Scheindel Altmann |
|              | HIER WOHNTE JAKOB EDUARD METZGER JG. 1909 FLUCHT 1939 USA | Rumfordstraße 28         | Jakob Eduard Metzger |
|              | HIER WOHNTE ARNOLD MENDL JG. 1897 FLUCHT 1937 TSCHECHOSLOWAKEI ERMORDET 1.11.1941 PRAG-VENKOV                                                                     | Rumfordstraße 28         | Arnold Mendl |
|              | HIER WOHNTE MARTHA MAIER GEB. WOLFF JG. 1910 DEPORTIERT 1941 KOWNO/KAUNA FORT IX ERMORDET 25.11.1941                                                              | Rumfordstraße 28         | Martha Maier |
|              | HIER WOHNTE HERBERT MAIER JG. 1910 'SCHUTZHAFT' 1938 KZ DACHAU KOWNO/KAUNAS FORT IX ERMORDET 25.11.1941                                                           | Rumfordstraße 28         | Herbert Maier |
|              | HIER WOHNTE ISRAEL WOLFF JG. 1939 DEPORTIERT 1941 KOWNO/KAUNAS FORT IX ERMORDET 25.11.1941                                                                        | Rumfordstraße 28         | Israel Wolff |
|              | HIER WOHNTE MARKUS LEIMBERG JG. 1878 FLUCHT 1938 ITALIEN DEPORTIERT 1944 AUSCHWITZ ERMORDET 6.2.1944                                                              | Rumfordstraße 28         | Markus Leimberg |
|              | HIER WOHNTE MARIE LEIMBERG GEB. RUBINSTEIN JG. 1878 GEDEMÜTIGT/ENTRECHTET TOT 25. FEB. 1935                                                                       | Rumfordstraße 28         | Marie Leimberg |
|              | HIER WOHNTE FANNY LEIMBERG JG. 1903 FLUCHT 1938 ITALIEN 1943 SCHWEIZ                                                                                              | Rumfordstraße 28         | Fanny Leimberg |
|              | HIER WOHNTE BERNHARD LEIMBERG JG. 1906 FLUCHT 1939 SHANGHAI | Rumfordstraße 28         | Bernhard Leimberg |
|              | HIER WOHNTE ERNA LEIMBERG JG. 1910 FLUCHT 1938 ITALIEN 1943 SCHWEIZ                                                                                               | Rumfordstraße 28         | Erna Leimberg |
|              | HIER WOHNTE BERTA KOPPMAIR GEB. BAUER JG. 1865 DEPORTIERT 1942 THERESIENSTADT ERMORDET 15.4.1943                                                                  | Rumfordstraße 28         | Berta Koppmair |
|              | HIER WOHNTE IRMGARD KOPPMAIR JG. 1907 GEDEMÜTIGT/ENTRECHTET ÜBERLEBT                                                                                              | Rumfordstraße 28         | Irmgard Koppmair |
|              | HIER WOHNTE PAULA BUSIA GABER GEB. SCHOR JG. 1891 DEPORTIERT 1941 KOWNO/KAUNAS FORT IX ERMORDET 25.11.1941                                                        | Rumfordstraße 28         | Paula Busia Gaber |
|              | HIER WOHNTE ALFRED GABER JG. 1922 FLUCHT 1939 ENGLAND | Rumfordstraße 28         | Alfred Gaber |
|              | HIER WOHNTE MORITZ GUNDELFINGER JG. 1877 DEPORTIERT 1941 KOWNO/KAUNAS FORT IX ERMORDET 25.11.1941                                                                 | Rumfordstraße 28         | Moritz Gundelfinger |
|              | HIER WOHNTE JEANETTE FEDER GEB. BARTERER JG. 1914 FLUCHT 1939 RICHTUNG OSTEN DEPORTIERT AUSCHWITZ ERMORDET 29.10.1942                                             | Rumfordstraße 28         | Jeanette Feder |
|              | HIER WOHNTE LEONIE METZGER GEB. ROTH JG. 1882 DEPORTIERT 1941 KOWNO/KAUNAS FORT IX ERMORDET 25.11.1941                                                            | Rumfordstraße 28         | Leonie Metzger |
|              | HIER WOHNTE HERBERT FEDER JG. 1908 VERHAFTET 1939 KZ BUCHENWALD DEPORTIERT AUSCHWITZ ÜBERLEBT                                                                     | Rumfordstraße 28         | Herbert Feder |
|              | HIER WOHNTE MAX ANSORGE JG. 1893 'SCHUTZHAFT' 1938 DACHAU FLUCHT 1939 HOLLAND INTERNIERT WESTERBORK DEPORTIERT 1944 AUSCHWITZ 1944 DACHAU ERMORDET 3.1. 1945      | Lindwurmstraße 17        | Max Ansorge (1893–1945) |
|              | HIER WOHNTE EUGENIE BENARIO GEB. GUTMANN JG. 1876 DEPORTIERT 1942 THERESIENSTADT ERMORDET 18.1.1943                                                               | Haydnstraße 12 ⊙         | Eugenie Benario, geb. Gutmann wurde am 6. September 1876 in Nürnberg geboren. Ihre Eltern waren der Bankier Ignaz Gutmann und Olga geb. Hellmann. Am 2. April 1900 heiratete sie den Anwalt und Schriftsteller Leo Benario (20. September 1869 in Marktbreit – 11. Februar 1933 in München). Das Paar hatte drei Kinder, alle in München geboren: Otto (siehe unten), Oskar (geb. am 20. August 1905) und Olga (geb. am 12. Februar 1908). Ab April 1915 lebte die Familie in der Jakob-Klar-Straße 1. Ihr Mann war ein bekannter Sozialdemokrat und verfasste eine Reihe sozialkritischer Werke, darunter 1908 die Studie Die Wucherer und ihre Opfer. Ihre Tochter Olga schloss sich den Kommunisten an und absolvierte eine militärische Ausbildung in der Sowjetunion. Dort lernte sie Hauptmann Luís Carlos Prestes kennen, einen brasilianischen Kommunistenführer, wurde dessen Leibwächterin und Geliebte. Sie soll Prestes in Moskau geheiratet haben, doch ist dies nicht verbürgt. Nach ihrer Beteiligung an einem Umsturzversuch in Brasilien wurde sie verhaftet und von der brasilianischen Regierung an das NS-Regime ausgeliefert. Sie kam hochschwanger in Deutschland an und gebar ihre Tochter, Anita Leocádia Prestes, am 27. November 1936 in einem Berliner Gefängnis. Später wurde sie in das KZ Ravensbrück deportiert und am 23. April 1942 in der Tötungsanstalt Bernburg ermordet. Am 11. Juli 1942 wurden Eugenie Benario und ihr Sohn Otto mit dem Transport II/14 von München in das Konzentrationslager Theresienstadt deportiert. Ihre Transportnummern waren 663 und 664. Sie wurde am 18. Januar 1943 vom NS-Regime in Theresienstadt ermordet. Ihr Sohn Otto wurde im September 1944 in das Konzentrationslager Auschwitz deportiert und dort ermordet. Die kleine Enkeltochter Anita konnte die Shoah überleben und wurde eine bekannte Historikerin. |
|              | HIER WOHNTE DR. LEO BENARIO JG. 1869 GEDEMÜTIGT / ENTRECHTET TOT 11.2.1933                                                                                        | Haydnstraße 12 ⊙         | Leo Benario (1869–1933) |
|              | HIER WOHNTE OLGA BENARIO JG. 1908 IM WIDERSTAND SEIT 1936 INHAFTIERT MEHRERE GEFÄNGNISSE, KZ 1939 RAVENSBRÜCK ´VERLEGT´ 23.3.1942 BERNBURG ERMORDET 23.3.1942     | Haydnstraße 12 ⊙         | Olga Benario (1908–1942) |
|              | HIER WOHNTE OTTO MAX WILHELM BENARIO JG. 1901 DEPORTIERT 1942 THERESIENSTADT ERMORDET IN AUSCHWITZ                                                                | Haydnstraße 12 ⊙         | Otto Max Wilhelm Benario wurde am 27. Januar 1901 in München geboren. Seine Eltern waren der Rechtsanwalt und Schriftsteller Leo Benario (1869–1933) und Eugenie geb. Gutmann (siehe oben). Er hatte einen Bruder, Oskar (geboren am 20. August 1905), und eine Schwester Olga (1908–1942). Er war Bankangestellter und unverheiratet. Ab April 1915 lebte die Familie in der Jakob-Klar-Straße 1. Am 10. Juli 1942 wurden Otto Benario und seine Mutter mit dem Transport II/14 von München in das Konzentrationslager Theresienstadt deportiert. Ihre Transportnummern waren 663 und 664. Seine Mutter wurde dort am 18. Januar 1943 vom NS-Regime ermordet. Otto Benario wurde am 29. September 1944 mit den Transport Ek ins Konzentrationslager Auschwitz deportiert. Seine Transportnummer war 707 von 2.500. Er wurde dort vom NS-Regime ermordet. Seine Schwester Olga Benario-Prestes wurde vom NS-Regime am 23. April 1942 in Bernburg ermordet. |
|              | HIER WOHNTE FRANZISKA BLOCH GEB. ADLER JG. 1885 DEPORTIERT 1941 KAUNAS ERMORDET 25.11.1941                                                                        | Herzog-Heinrich-Straße 5 | Franziska Bloch geb. Adler (1885–1941) |
|              | HIER WOHNTE UND PRAKTIZIERTE DR. OSKAR MAX BLOCH JG. 1876 GEDEMÜTIGT / ENTRECHTET TOT 10.4.1937                                                                   | Herzog-Heinrich-Straße 5 | Oskar Max Bloch (1876–1937) |
|              | HIER WOHNTE JOSEF EDLMANN JG. 1905 ZEUGE JEHOVAS DENUNZIERT VERHAFTET 1937 DACHAU MAUTHAUSEN, GUSEN ERMORDET FEB. 1945 STUTTHOF                                   | Lindwurmstraße 33        | Josef Edlmann (1905–1944) |
|              | HIER WOHNTE GEORG FISCHLER JG. 1908 VERHAFTET 1933 KZ FUHLSBÜTTEL VERDACHT § 175 DACHAU 1939 MAUTHAUSEN 1940 STUTTHOF ERMORDET 17.3.1943                          | Baumstraße 4             | Georg Fischler (1908–1943) |
|              | HIER WOHNTE ELLA GRÜNBAUM GEB. STERN JG. 1900 FLUCHT 1939 ITALIEN DEPORTIERT 1942 ERMORDET IN AUSCHWITZ                                                           | Ickstattstraße 13 ⊙      | Ella Grünbaum geb. Stern (1900–1942/45) |
|              | HIER WOHNTE JOSEPH GRÜNBAUM JG. 1895 FLUCHT 1939 ITALIEN DEPORTIERT 1942 ERMORDET IN AUSCHWITZ                                                                    | Ickstattstraße 13 ⊙      | Chaim Joseph Grünbaum (1895–1942/45) |
|              | HIER WOHNTE MIRIAM GRÜNBAUM JG. 1939 FLUCHT 1939 ITALIEN DEPORTIERT 1942 ERMORDET IN AUSCHWITZ                                                                    | Ickstattstraße 13 ⊙      | Miriam Grünbaum (1939–1942/45) |
|              | HIER WOHNTE ALBERT GRÜNZEUG JG. 1904 FLUCHT 1939 VENEZUELA | Hans-Sachs-Straße 11     | Albert Grünzeug (1904–) |
|              | HIER WOHNTE ERNESTINE GRÜNZEUG JG. 1898 DEPORTIERT 1942 PIASKI ERMORDET                                                                                           | Hans-Sachs-Straße 11     | Ernestine Grünzeug (1898–1942/45) |
|              | HIER WOHNTE EVA GRÜNZEUG GEB. KLEIN JG. 1868 GEDEMÜTIGT / ENTRECHTET TOT 6.12.1940                                                                                | Hans-Sachs-Straße 11     | Eva Grünzeug, geborene Klein (1868–1940) |
|              | HIER WOHNTE MAX GRÜNZEUG JG. 1903 FLUCHT 1939 VENEZUELA | Hans-Sachs-Straße 11     | Max Grünzeug (1903–) |
|              | HIER WOHNTE ROSA GÜNTHER JG. 1886 ZEUGIN JEHOVAS VERHAFTET 1936 FLUGBLATTAKTION 1937 MORINGEN RAVENSBRÜCK ERMORDET 22.10.1942 AUSCHWITZ                           | Isartalstraße 34 ⊙       | Rosa Günther wurde am 22. Februar 1886 geboren. Sie war Zeugin Jehovas und verteilte Flugblätter gegen das NS-Regime. Am 1. Juli 1937 wurde sie aus diesem Grunde festgenommen und in der Folge vom Sondergericht München zu einer 6-monatigen Gefängnisstrafe verurteilt. Im Anschluss daran wurde sie in das KZ Moringen verschleppt, am 21. Februar 1937 ins KZ Lichtenburg, in der Folge nach Ravensbrück schließlich ins Konzentrationslager Auschwitz. Dort wurde sie am 22. Oktober 1942 vom NS-Regime ermordet. |
|              | HIER WOHNTE BELLA KÖRBER GEB. GRÜNZEUG JG. 1895 DEPORTIERT 1942 PIASKI ERMORDET                                                                                   | Hans-Sachs-Straße 11     | Bella Körber, geborene Grünzeug (1895–1942/45) |
|              | HIER WOHNTE HEDWIG KÖRBER GEB. HAHN JG. 1903 DEPORTIERT 1941 KOWNO FORT IX MASSENERSCHIESSUNG 25.11.1941                                                          | Hans-Sachs-Straße 11     | Hedwig Körber, geborene Hahn (1903–1941) |
|              | HIER WOHNTE JAKOB KÖRBER JG. 1892 DEPORTIERT 1941 KOWNO FORT IX MASSENERSCHIESSUNG 25.11.1941                                                                     | Hans-Sachs-Straße 11     | Jakob Körber (1892–1941) |
|              | HIER WOHNTE ELSE LEVI GEB.JOSEPH JG. 1889 DEPORTIERT 1941 KAUNAS ERMORDET 25.11.1941                                                                              | Waltherstraße 29         | Else Levi, geborene Joseph (1889–1941) |
|              | HIER WOHNTE KARL LEVI JG. 1887 'SCHUTZHAFT' 1938 DACHAU DEPORTIERT 1941 KAUNAS ERMORDET 25.11.1941                                                                | Waltherstraße 29         | Karl Levi (1887–1941) |
|              | HIER WOHNTE LIESELOTTE HERMINE LEVI JG. 1924 DEPORTIERT 1941 KAUNAS ERMORDET 25.11.1941                                                                           | Waltherstraße 29         | Lieselotte Hermine Levi (1924–1941) |
|              | HIER WOHNTE ELFRIEDE MARGOT MEEROWICZ JG. 1930 DEPORTIERT 1941 KOWNO / KAUNAS FORT IX ERMORDET 25.11.1941                                                         | Ickstattstraße 28        | Elfriede Meerowicz (1889–1941) |
|              | HIER WOHNTE GEORG SCHNEER MEEROWICZ JG. 1893 DEPORTIERT 20.11.1941 KAUNAS ERMORDET 25.11. 1941                                                                    | Ickstattstraße 28        | Georg Schneer Meerowicz (1893–1941) |
|              | HIER WOHNTE GISELA MEEROWICZ JG. 1925 DEPORTIERT 1941 KOWNO KAUNAS FORT IX ERMORDET 25.11.1941                                                                    | Ickstattstraße 28        | Gisela Meerowicz (1889–1941) |
|              | HIER WOHNTE REGINA REBEKKA MEEROWICZ GEB. WAINSCHEL JG. 1894 DEPORTIERT 20.11.1941 KAUNAS ERMORDET 25.11. 1941                                                    | Ickstattstraße 28        | Regina Rebekka Meerowicz, geborene Wainschel (1894–1941) |
|              | HIER WOHNTE NANETTE NEUBURGER JG. 1867 DEPORTIERT 1942 THERESIENSTADT ERMORDET 9.8.1942                                                                           | Waltherstraße 29         | Nanette Neuburger (1867–1942) |
|              | HIER WOHNTE HEINRICH PICARD JG. 1895 DEPORTIERT 1941 KAUNAS ERMORDET 25.11.1941                                                                                   | Herzog-Heinrich-Straße 5 | Heinrich Picard (1895–1941) |
|              | HIER WOHNTE JOHANNA PICARD GEB. BLOCH JG. 1906 DEPORTIERT 1941 KAUNAS ERMORDET 25.11.1941                                                                         | Herzog-Heinrich-Straße 5 | Johanna Picard, geborene Bloch (1906–1941) |
|              | HIER WOHNTE AMALIE ROSNER GEB. LAUFER JG. 1877 DEPORTIERT 1941 KAUNAS ERMORDET 25.11.1941                                                                         | Ickstattstraße 13 ⊙      | Amalie Rosner geb. Laufer (1877–1941) |
|              | HIER WOHNTE ERNA ROSNER JG. 1915 FLUCHT 1936 PALÄSTINA | Ickstattstraße 13 ⊙      | Erna Rosner (1915–) |
|              | HIER WOHNTE GUSTA ROSNER JG. 1913 FLUCHT 1938 USA | Ickstattstraße 13 ⊙      | Gusta Rosner (1913–) |
|              | HIER WOHNTE HENRIETTE ROSNER JG. 1917 FLUCHT 1936 PALÄSTINA | Ickstattstraße 13 ⊙      | Henriette Rosner (1917–) |
|              | HIER WOHNTE JULIUS JEHUDA ROSNER JG. 1880 VERHAFTET BUCHENWALD 'VERLEGT' 12.3.1942 BERNBURG ERMORDET 12.3.1942                                                    | Ickstattstraße 13 ⊙      | Julius Jehuda Rosner (1880–1942) |
|              | HIER WOHNTE ROSA LEONORA ROSNER JG. 1909 FLUCHT 1938 USA | Ickstattstraße 13 ⊙      | Rosa Leonora Rosner (1909–) |
|              | HIER WOHNTE SAMUEL ROSNER JG. 1920 FLUCHT 1936 PALÄSTINA | Ickstattstraße 13 ⊙      | Samuel Rosner (1920–) |
|              | HIER WOHNTE NATHAN SCHÜTZ JG. 1865 GEDEMÜTIGT / ENTRECHTET TOT 21.10.1933                                                                                         | Landwehrstraße 20        | Nathan Schütz (1865–1933) |
|              | HIER WOHNTE ALBERT SELIGMANN JG. 1885 ´SCHUTZHAFT´1938 DACHAU DEPORTIERT 1941 KAUNAS ERMORDET 25.11.1941                                                          | Herzog-Heinrich-Straße 5 | Albert Seligmann (1895–1941) |
|              | HIER WOHNTE FRANZISKA SELIGMANN JG. 1886 DEPORTIERT 1941 KAUNAS ERMORDET 25.11.1941                                                                               | Herzog-Heinrich-Straße 5 | Franziska Seligmann (1886–1941) |
|              | HIER WOHNTE HELENE SIMONS GEB. DEUTSCHMANN JG. 1879 DEPORTIERT 1941 KAUNAS ERMORDET 25.11.1941                                                                    | Bayerstraße 25 ⊙         | Helene Simons wurde am 7. Oktober in Breslau geboren. Ihre Eltern waren der Fabrikbesitzer Max Deutschmann und Molly geb. Sachs (1848–1903). Sie wurde als Konzertsängerin ausgebildet. Im Alter von 20 heiratete sie Dr. Hugo Neumann, einen Augenarzt aus Breslau. Das Paar zog nach Berlin. Ihr Mann fiel im Ersten Weltkrieg. Im Jahr 1922 heiratete sie den Arzt Dr. Ernst Simons (1869–1934), der aus Neuss stammte. Beide Ehen blieben kinderlos. Nach der Pensionierung ihres Mannes zog das Paar nach Bad Reichenhall in Bayern, besaßen eine Villa und freundeten sich mit dem Pastor und dessen Frau an. Das Ehepaar Simons konvertierte zum Protestantismus. Nach der Machtübernahme durch die Nazis und nach dem Tod ihres Mannes verlor Helene Simons ihr Haus und musste am 3. Mai 1941 die Stadt verlassen. Am 5. Juni 1941 nahm sie Quartier in der Pension Royal in Münchens Bayerstraße. Am 12. November 1941 wurde sie in das Barackenlager in der Knorrstraße 148 verbracht und am 20. November 1941 Richtung Osten deportiert, zusammen mit tausend Juden aus München. Der Zug sollte ursprünglich nach Riga gelangen, ist aber nie dort angekommen. Helene Simons und die anderen Passagiere wurden unmittelbar nach der Ankunft in Kaunas am 25. November 1941 erschossen. Initiiert wurde dieser Stolperstein von Sibylle Schwarzbeck, deren Großeltern enge Freunde von Ernst und Helene Simons waren, und ihrem Mann. Sibylle Schwarzbeck hielt auch eine Rede bei der Verlegungszeremonie. |
|              | HIER WOHNTE ABRAHAM ADOLF STERN JG. 1864 DEPORTIERT 1942 THERESIENSTADT ERMORDET IN TREBLINKA                                                                     | Ickstattstraße 13 ⊙      | Abraham Adolf Stern (1864–1942/45) |
|              | HIER WOHNTE ARON ARMIN STERN JG. 1895 FLUCHT 1938 ITALIEN MIT HILFE ÜBERLEBT                                                                                      | Ickstattstraße 13 ⊙      | Aron Armin Stern (1895–) |
|              | HIER WOHNTE HENRIETTE LOTTE STERN GEB. GRAU JG. 1873 DEPORTIERT 1942 THERESIENSTADT ERMORDET IN TREBLINKA                                                         | Ickstattstraße 13 ⊙      | Henriette Lotte Stern, geborene Grau (1873–1942/45) |
|              | HIER WOHNTE WILHELM STERN JG. 1909 GEDEMÜTIGT / ENTRECHTET TOT 17.5.1937                                                                                          | Ickstattstraße 13 ⊙      | Wilhelm Stern (1909–1937) |
|              | HIER WOHNTE DORA DOBRISCH ISRAKOWA WAINSCHEL GEB. LANDAU JG. 1864 DEPORTIERT 1942 THERESIENSTADT 1942 TREBLINKA ERMORDET                                          | Ickstattstraße 28        | Dora Wainschel, geborene Landau (1864–1942/45) |
|              | HIER WOHNTE SRUL ISRAEL LEIBOWITZ WAINSCHEL JG. 1858 GEDEMÜTIGT / ENTRECHTET TOT 12. MAI 1939                                                                     | Ickstattstraße 28        | Srul Wainschel (1858–1939) |
|              | HIER WOHNTE OTTO KARL WEIS JG. 1877 VERHAFTET 22.12.1937 DACHAU ENTLASSEN 2.2.1938 1940 DACHAU BUCHENWALD ´VERLEGT´15.7.1941 PIRNA-SONNENSTEIN ERMORDET 15.7.1941 | Pestalozzistraße 36      | Otto Karl Weis (1877–1941) |
|              | HIER WOHNTE MOSES WOLF WEISSBART JG. 1894 FLUCHT 1939 BELGIEN INTERNIERT MECHELN DEPORTIERT 1942 ERMORDET IN AUSCHWITZ                                            | Hans-Sachs-Straße 11     | Moses Wolf Weissbart (1894–) |

### Maxvorstadt
In Maxvorstadt wurden Stolpersteine an folgenden Adressen verlegt:
| Stolperstein | Inschrift | Verlegeort            | Name, Leben |
| ------------ | --- | --------------------- | --- |
|              | HIER WOHNTE DOROTHEA AMBRUNN GEB. ROSENBERGER JG. 1882 FLUCHT 1933 FRANKREICH MIT HILFE ÜBERLEBT                                                                                | Türkenstraße 26       | Dorothea Ambrunn, geborene Rosenberger (1882-) |
|              | HIER WOHNTE JOSEPH AMBRUNN JG. 1882 FLUCHT 1933 FRANKREICH MIT HILFE ÜBERLEBT                                                                                                   | Türkenstraße 26       | Joseph Ambrunn (1882-) |
|              | HIER WOHNTE OTTO BINDER JG. 1904 IM WIDERSTAND / KPD VERHAFTET 4.2.1942 VON GESTAPO GEFOLTERT VOLKSGERICHTSHOF TODESURTEIL HINGERICHTET 28.6.1944 MÜNCHEN-STADELHEIM            | Augustenstraße 98     | Otto Binder (1904–1944) |
|              | HIER WOHNTE LEOPOLD BISSINGER JG. 1859 GEDEMÜTIGT / ENTRECHTET TOT 11. JAN. 1939                                                                                                | Dachauer Straße 46    | Leopold Bissinger (1859–1939) |
|              | HIER WOHNTE HEINRICH COHEN JG. 1903 FLUCHT 1936 ENGLAND | Arcisstraße 16        | Heinrich Cohen (1903-) |
|              | HIER WOHNTE MARKUS COHEN JG. 1861 GEDEMÜTIGT / ENTRECHTET TOT 25. APRIL 1937 | Arcisstraße 16        | Markus Cohen (1861–1937) |
|              | HIER WOHNTE ROSA COHEN GEB. MITTELBERGER JG. 1875 FLUCHT 1939 ENGLAND | Arcisstraße 16        | Rosa Cohen, geborene Mittelberg (1875-) |
|              | HIER WOHNTE DR. ERNST DARMSTAEDTER JG. 1877 GEDEMÜTIGT / ENTRECHTET TOT 13.11.1938                                                                                              | Arcisstraße 16        | Ernst Darmstaedter (1877–1938) |
|              | HIER WOHNTE LAURA DOBRINER GEB. DREY JG. 1871 DEPORTIERT 1942 THERESIENSTADT ERMORDET 7.7.1942                                                                                  | Arcisstraße 16        | Laura Dobriner, geborene Drey (1871–1942) |
|              | HIER WOHNTE HENRIETTE DREY JG. 1873 DEPORTIERT 1942 THERESIENSTADT 1942 TREBLINKA ERMORDET                                                                                      | Arcisstraße 16        | Henriette Drey (1882–1942) |
|              | HIER WOHNTE DAVID GOLDENBLATT JG. 1895 DEPORTIERT 1941 KOWNO/KAUNAS FORT IX ERMORDET 25.11.1941                                                                                 | Heßstraße 46          | David Goldenblatt |
|              | HIER WOHNTE RUTH GOLDMAN GEB. AMBRUNN JG. 1922 FLUCHT 1933 FRANKREICH RESISTANCE ÜBERLEBT                                                                                       | Türkenstraße 26       | Ruth Goldman, geborene Ambrunn (1922-) |
|              | HIER WOHNTE JOSEF HALMOS GEB. KOHN JG. 1876 ZWANGSARBEIT 1941 VERHAFTET 1943 GEFÄNGNIS STADLHEIM DEPORTIERT 1943 AUSCHWITZ ERMORDET 11.11.1943                                  | Theresienstraße 71    | Josef Halmos, geborener Kohn (1876–1943) |
|              | HIER WOHNTE STEFANIE PAULINE HELD GEB. EDELSTEIN JG. 1871 DEPORTIERT 1942 THERESIENSTADT ERMORDET 16.1.1943                                                                     | Dachauer Straße 46    | Stefanie Pauline Held, geborene Edelstein (1871–1943) |
|              | HIER WOHNTE ADOLF KAUFMANN JG. 1883 FLUCHT 1933 ÖSTERREICH GEDEMÜTIGT / ENTRECHTET TOT 21.11.1933                                                                               | Arcisstraße 16        | Adolf Kaufmann (1883–1933) |
|              | HIER WOHNTE JAKOB KLOPFER JG. 1878 'SCHUTZHAFT' 1938 TOT AN HAFTFOLGEN 25.5.1939                                                                                                | Elisenstraße 3        | Jakob Klopfer (1883–1933) |
|              | HIER WOHNTE MARIA KLOPFER GEB. BACHMANN JG. 1888 DEPORTIERT 1941 KAUNAS ERMORDET 25.11.1941                                                                                     | Elisenstraße 3        | Maria Klopfer, geborene Bachmann (1888–1941) |
|              | HIER WOHNTE DR. ELISABETH KOHN JG. 1902 DEPORTIERT 1941 KAUNAS ERMORDET 25.11.1941                                                                                              | Loristraße 7          | Elisabeth Kohn (1902–1941) |
|              | HIER WOHNTE HEINRICH KOHN JG. 1866 GEDEMÜTIGT / ENTRECHTET TOT 30.10.1933 | Loristraße 7          | Heinrich Kohn (1866–1933) |
|              | HIER WOHNTE MARIE LUISE KOHN MARIE LUIKO JG. 1904 DEPORTIERT 1941 KAUNAS ERMORDET 25.11.1941                                                                                    | Loristraße 7          | Marie Luise Kohn, geborene Luiko (1904–1941) |
|              | HIER WOHNTE OLGA KOHN GEB. SCHULHÖFER JG. 1878 DEPORTIERT 1941 KAUNAS ERMORDET 25.11.1941                                                                                       | Loristraße 7          | Olga Kohn, geborene Schulhöfer (1878–1941) |
|              | HIER WOHNTE PAULINE NEUBURGER GEB. BAMBERGER JG. 1868 GEDEMÜTIGT / ENTRECHTET TOT 25.6.1942                                                                                     | Dachauer Straße 46    | Pauline Neuburger, geborene Bamberger (1868–1942) |
|              | HIER WOHNTE EMIL OESTREICHER JG. 1878 DEPORTIERT 1942 THERESIENSTADT ERMORDET SEPT. 1942 TREBLINKA                                                                              | Türkenstraße 26       | Emil Oestreicher (1878–1942) |
|              | HIER WOHNTE WILHELM OLSCHEWSKI JG. 1871 IM WIDERSTAND / KPD 'SCHUTZAHFT' 1933 DACHAU VERHAFTET 4.2.1942 GEFÄNGNIS STADELHEIM GEFOLTERT ÄRZTLICHE HILFE VERWEIGERT TOT 30.4.1943 | Augustenstraße 98     | Wilhelm Olschewski (1871–1943) |
|              | HIER WOHNTE WILLY OLSCHEWSKI JG. 1902 IM WIDERSTAND / KPD VERHAFTET 1942 VON GESTAPO GEFOLTERT VOLKSGERICHTSHOF TODESURTEIL HINGERICHTET 28.6.1944 MÜNCHEN-STADELHEIM           | Augustenstraße 98     | Willy Olschewski (1902–1944) |
|              | HIER WOHNTE EVA EMMA ROSENBERGER GEB. HEYMANN JG. 1860 DEPORTIERT 1942 THERESIENSTADT ERMORDET 11.7.1942                                                                        | Türkenstraße 26       | Eva Emma Rosenberger, geborene Heymann (1860–1942) |
|              | HIER WOHNTE HEDWIG ROSENBERGER ´HEDDA BERGER´ JG. 1892 DEPORTIERT 1943 THERESIENSTADT ERMORDET IN AUSCHWITZ                                                                     | Türkenstraße 26       | Hedwig Rosenberger, Hedda Berger (1892–1943/45) |
|              | HIER WOHNTE MAX SAX JG. 1873 EINGEWIESEN 1909 HEILANSTALT EGLFING-HAAR VERHUNGERT 30.7.1943                                                                                     | Von-der-Tann-Str. 7 ⊙ | Max Sax wurde 1873 geboren. Er wurde 1909 auf der psychiatrischen Station der Heil- und Pflegeanstalt Eglfing-Haar untergebracht. Er war „unheilbar krank“ und siebzig Jahre alt, als ihn die Ärzte bewusst verhungern ließen. Er starb am 30. Juli 1943. Bereits 1939 hatte der Direktor der Klinik, der Psychiater und Neurologe Hermann Pfannmüller, der Regierung von Oberbayern angeboten, „dass wir Ärzte hinsichtlich ärztlicher Betreuung lebensunwerten Lebens auch die letzte Konsequenz im Sinne der Ausmerze ziehen.“ Max Sax wurde Opfer des NS-Mordprojekts an behinderten Menschen. |
|              | HIER WOHNTE DANIEL SCHLESINGER JG. 1868 DEPORTIERT 1942 THERESIENSTADT 1942 TREBLINKA ERMORDET                                                                                  | Neureutherstraße 10   | Daniel Schlesinger (1868–1942) |

### Neuhausen-Nymphenburg
In Neuhausen-Nymphenburg wurden bislang folgende Stolpersteine verlegt:
| Stolperstein | Inschrift | Verlegeort       | Name, Leben                                 |
| ------------ | --- | ---------------- | ------------------------------------------- |
|              | HIER WOHNTE GEORGINE FISCHHOFF JG. 1877 DEPORTIERT 1943 THERESIENSTADT 1943 AUSCHWITZ ERMORDET                         | Ysenburgstraße 2 | Georgine Fischhoff                          |
|              | HIER WOHNTE EMMA CHARON GEB. ANSBACHER JG. 1873 GEDEMÜTIGT / ENTRECHTET TOT 21. 12. 1938                               | Leonrodstraße 32 | Emma Charon, geborene Ansbacher (1873–1938) |
|              | HIER WOHNTE MARIA AUB GEB. KUPFER JG. 1877 GEDEMÜTIGT/ENTRECHTET FLUCHT IN DEN TOD 10.NOV 1941                         | Volkartstraße 40 | Maria Aub, geborene Kupfer                  |
|              | HIER WOHNTE HEDWIG MAYER GEB. KUPFER JG. 1878 FLUCHT IN DEN TOD 10. NOV. 1941                                          | Volkartstraße 40 | Hedwig Mayer, geborene Kupfer               |
|              | HIER WOHNTE ALICE STEUDLER GEB. WEINSCHENK JG. 1903 DEPORTIERT 1941 KOWNO/KAUNAS FORT IX ERMORDET 25.11.1941           | Volkartstraße 40 | Alice Steudler, geborene Weinschenk         |
|              | HIER WOHNTE CÄCILIE VEIT GEB. ZINN JG. 1893 DEPORTIERT 1941 KOWNO/KAUNAS FORT IX ERMORDET 25.11.1941                   | Volkartstraße 40 | Cäcilie Zirele Veit, geborene Zinn          |
|              | HIER WOHNTE THILDE VEIT JG. 1892 DEPORTIERT 1941 KOWNO/KAUNAS FORT IX ERMORDET 25.11.1941                              | Volkartstraße 40 | Thilde Veit                                 |
|              | HIER WOHNTE HERMANN VEIT JG. 1890 'SCHUTZHAFT' 1938 KZ DACHAU DEPORTIERT 1941 KOWNO/KAUNAS FORT IX ERMORDET 25.11.1941 | Volkartstraße 40 | Hermann Veit                                |

### Schwabing-Freimann
In Schwabing-Freimann wurden zwanzig Stolpersteine an drei Adressen verlegt.
| Stolperstein | Inschrift | Verlegeort             | Name, Leben                                          |
| ------------ | --- | ---------------------- | ---------------------------------------------------- |
|              | HIER WOHNTE BENNO ASCHER JG. 1899 UNFREIWILLIG VERZOGEN 1939 BERLIN DEPORTIERT 1943 AUSCHWITZ ERMORDET                      | Franz-Joseph-Straße 32 | Benno Ascher (1899–1943/45)                          |
|              | HIER WOHNTE ANNEMARIE BALDAUF JG. 1919 FLUCHT 1936 USA                                                                      | Seestraße 8            | Annemarie Baldauf                                    |
|              | HIER WOHNTE GÜNTHER BALDAUF JG. 1923 FLUCHT 1938 USA                                                                        | Seestraße 8            | Günther Baldauf (1923–)                              |
|              | HIER WOHNTE UND ARBEITETE GUSTAV BALDAUF JG. 1880 GEDEMÜTIGT / ENTRECHTET TOT 15.3.1935                                     | Seestraße 8            | Gustav Baldauf (1880–1935)                           |
|              | HIER WOHNTE MARGARETE BALDAUF GEB. STRAUSS JG. 1894 FLUCHT 1938 USA                                                         | Seestraße 8            | Margarete Baldauf, geborene Strauss (1894–)          |
|              | HIER WOHNTE JOHANNA AMALIE BASCH GEB. KIRSCHNER JG. 1868 DEPORTIERT 1942 THERESIENSTADT ERMORDET 18.3.1943                  | Leopoldstraße 52a      | Johanna Amalie Basch, geborene Kirschner (1868–1943) |
|              | LOTTE BECHHÖFER JG. 1936 SEIT 1936 JÜDISCHES KINDERHEIM KINDERTRANSPORT 1939 ENGLAND                                        | Leopoldstraße 52a      | Lotte Bechhöfer (1936–)                              |
|              | HIER WOHNTE ROSA BECHHÖFER JG. 1898 DEPORTIERT 1943 ERMORDET IN AUSCHWITZ                                                   | Leopoldstraße 52a      | Rosa Bechhöfer (1898–1943)                           |
|              | SUSI BECHHÖFER JG. 1936 SEIT 1936 JÜDISCHES KINDERHEIM KINDERTRANSPORT 1939 ENGLAND                                         | Leopoldstraße 52a      | Susi Bechhöfer (1936–)                               |
|              | HIER WOHNTE FLORA BÖHM GEB. FUCHS JG. 1863 DEPORTIERT 1942 THERESIENSTADT ERMORDET 12.7.1942                                | Leopoldstraße 52a      | Flora Böhm, geborene Fuchs (1863–1942)               |
|              | HIER WOHNTE GRETE IRMA BREUNIG GEB. FUCHS JG. 1899 DEPORTIERT 1941 KAUNAS ERMORDET 25.11.1941                               | Haimhauserstraße 6     | Grete Irma Breunig, geborene Fuchs (1899–1941)       |
|              | HIER WOHNTE LUCY LASSALLY JG. 1886 DEPORTIERT 1941 KAUNAS ERMORDET 25.11.1941                                               | Leopoldstraße 52a      | Lucy Lassally (1886–1941)                            |
|              | HIER WOHNTE ERNA LEHMANN JG. 1910 ZWANGSARBEIT 1941 FLACHSRÖSTE LOHHOF TOT 31.3.1942                                        | Leopoldstraße 52a      | Erna Lehmann (1910–1942)                             |
|              | HIER WOHNTE LEOPOLD LEHMANN JG. 1876 'SCHUTZHAFT' 1938 DACHAU DEPORTIERT 1942 PIASKI ERMORDET                               | Leopoldstraße 52a      | Leopold Lehmann (1876–1942/45)                       |
|              | HIER WOHNTE LILLI LEHMANN GEB. ORTWEILER JG. 1886 DEPORTIERT 1942 PIASKI ERMORDET                                           | Leopoldstraße 52a      | Lilli Lehmann, geborene Ortweiler (1886–1942/45)     |
|              | HIER WOHNTE ALFRED LÖFFLER JG. 1882 DEPORTIERT 1941 KAUNAS ERMORDET 25.11.1941                                              | Seestraße 8            | Alfred Löffler (1882–1941)                           |
|              | HIER WOHNTE ILSE JETTI LÖFFLER GEB. HOMBURGER JG. 1912 DEPORTIERT 1941 KAUNAS ERMORDET 25.11.1941                           | Seestraße 8            | Ilse Jetti Löffler, geborene Homburger (1912–1941)   |
|              | HIER WOHNTE HERMANN MAINZER JG. 1884 'SCHUTZHAFT' 1938 KZ DACHAU DEPORTIERT 1941 KOWNO / KAUNAS FORT IX ERMORDET 25.11.1941 | Franz-Josef-Straße 32  | Hermann Mainzer (1884–1941)                          |
|              | HIER WOHNTE ERNST MERZBACHER JG. 1871 'SCHUTZHAFT' 1938 DACHAU DEPORTIERT 1942 THERESIENSTADT ERMORDET 27.5.1943            | Leopoldstraße 52a      | Ernst Merzbacher (1871–1943)                         |
|              | HIER WOHNTE MAX MICHELS JG. 1880 DEPORTIERT 1942 THERESIENSTADT ERMORDET 28.10.1944 AUSCHWITZ                               | Seestraße 8            | Max Michels (1880–1944)                              |
|              | HIER WOHNTE SELDY JENNY SARSKY GEB. HURWITZ JG. 1856 GEDEMÜTIGT / ENTRECHTET TOT 22. NOV. 1935                              | Franz-Joseph-Straße 32 | Seldy Jenny Sarsky geb. Hurwitz (1856–1935)          |
|              | HIER WOHNTE HENRIETTE SCHÄFFER GEB. SARSKY JG. 1885 DEPORTIERT 1941 KOWNO / KAUNAS FORT IX ERMORDET 25.11.1941              | Franz-Joseph-Straße 32 | Henriette Gertrud Schäffer geb. Starsky (1885–1941)  |
|              | HIER WOHNTE LEOPOLD SCHÄFFER JG. 1913 FLUCHT 1939 USA                                                                       | Franz-Joseph-Straße 32 | Leopold Schäffer (1913-)                             |
|              | HIER WOHNTE ALICE MARGARETHE SELZ GEB. HERZ JG. 1896 DEPORTIERT 1941 KAUNAS ERMORDET 25.11.1941                             | Leopoldstraße 52a      | Alice Margarethe Selz, geborene Herz (1896–1941)     |
|              | HIER WOHNTE THEKLA TAUSZKY GEB. KIESEL JG. 1895 DEPORTIERT 1941 KOWNO / KAUNAS FORT IX ERMORDET 25.11.1941                  | Seestraße 8            | Thekla Tauszky, geborene Kiesel (1895–1941)          |
|              | HIER WOHNTE MARTIN WEISS JG. 1878 GEDEMÜTIGT / ENTRECHTET TOT 13. JULI 1944                                                 | Franz-Joseph-Straße 32 | Martin Weiss (1878–1944)                             |

### Schwabing-West
In Schwabing-West wurden folgende Stolpersteine verlegt:
| Stolperstein | Inschrift | Verlegeort                  | Name, Leben |
| ------------ | --- | --------------------------- | --- |
|              | HIER WOHNTE BABETTE ADLER GEB. FUCHS JG. 1884 DEPORTIERT 1942 TRANSIT-GHETTO PIASKI ERMORDET                                                | Agnesstraße 10              | Babette Adler |
|              | HIER WOHNTE SIEGFRIED ADLER JG. 1875 'SCHUTZHAFT' 1938 KZ DACHAU DEPORTIERT 1942 TRANSIT-GHETTO PIASKI ERMORDET                             | Agnesstraße 10              | Siegfried Adler |
|              | HIER WOHNTE FRIEDA AMBRUNN GEB. FREI JG. 1882 DEPORTIERT 1942 THERESIENSTADT 1944 AUSCHWITZ ERMORDET                                        | Tengstraße 27               | Frieda Ambrunn, geborene Frei (1882–1944) |
|              | HIER WOHNTE JULIUS AMBRUNN JG. 1877 DEPORTIERT 1942 THERESIENSTADT 1944 AUSCHWITZ ERMORDET                                                  | Tengstraße 27               | Julius Ambrunn (1877–1944) |
|              | HIER WOHNTE LEONHARD AMBRUNN JG. 1910 DEPORTIERT 1942 PIASKI ERMORDET                                                                       | Tengstraße 27               | Leonhard Ambrunn (1910–1942/45) |
|              | HIER WOHNTE LINA AMBRUNN JG. 1906 GEDEMÜTIGT / ENTRECHTET FLUCHT 1936 ITALIEN ENGLAND                                                       | Tengstraße 27               | Lina Ambrunn (1906–) |
|              | HIER WOHNTE BENJAMIN BREISACHER JG. 1872 'SCHUTZHAFT '1938 KZ DACHAU DEPORTIERT 1940 GURS ERMORDET 11.12.1940                               | Agnesstraße 10              | Benjamin Breisacher |
|              | LUDWIG BREISACHER JG. 1904 FLUCHT USA | Agnesstraße 10              | Ludwig Breisacher |
|              | HIER WOHNTE MATHILDE BREISACHER GEB. MODEL JG. 1872 DEPORTIERT 1940 GURS ERMORDET 14.11.1940                                                | Agnesstraße 10              | Mathilde Breisacher |
|              | HIER WOHNTE MELANIE BREISACHER JG. 1903 FLUCHT FRANKREICH DEPORTIERT 1942 AUSCHWITZ ERMORDET                                                | Agnesstraße 10              | Melanie Breisacher |
|              | HIER WOHNTE PAULA BUXBAUM GEB. FLEISCHMANN JG. 1864 GEDEMÜTIGT / ENTRECHTET TOT 27. MAI 1939                                                | Agnesstraße 10              | Paula Buxbaum |
|              | HIER WOHNTE DR. LEOPOLD FLATOW JG. 1877 GEDEMÜTIGT /ENTRECHTET BERUFSVERBOT 1938 FLUCHT IN DEN TOD 13. DEZ. 1942                            | Tengstraße 27               | Leopold Flatow (1877–1942) |
|              | HIER WOHNTE LUISE FREI GEB. WILDBERG JG. 1890 DEPORTIERT 1943 ERMORDET IN AUSCHWITZ                                                         | Tengstraße 27               | Luise Frei, geborene Wildberg (1890–1943/45) |
|              | HIER WOHNTE ARTHUR FREI JG. 1886 'SCHUTZHAFT' 1938 DACHAU DEPORTIERT 1943 ERMORDET IN AUSCHWITZ                                             | Tengstraße 27               | Arthur Frei (1886–1943/45) |
|              | HIER WOHNTE LISELOTTE FREI JG. 1920 FLUCHT 1939 ENGLAND                                                                                     | Tengstraße 27               | Liselotte Frei (1920–) |
|              | HIER WOHNTE ERNESTINE FUCHS GEB. GUGGENHEIMER JG. 1853 GEDEMÜTIGT / ENTRECHTET TOT 16. MAI 1936                                             | Agnesstraße 10              | Ernestine Fuchs |
|              | HIER WOHNTE MOLLY MINNA JOCHSBERGER GEB. BESELS JG. 1882 DEPORTIERT 1941 KOWNO FORT IX MASSENERSCHIESSUNG 25.11 1941                        | Tengstraße 27               | Molly Minna Jochsberger, geborene Besels (1882–1941) |
|              | HIER WOHNTE ERNST JOCHSBERGER JG. 1879 FLUCHT 1939 ENGLAND                                                                                  | Tengstraße 27               | Ernst Jochsberger (1879–) |
|              | HIER WOHNTE MARGARETE JOCHSBERGER JG. 1913 FLUCHT 1939 ENGLAND USA                                                                          | Tengstraße 27               | Margarete Jochsberger (1913–) |
|              | HIER WOHNTE ELISABETH ROSA JOCHSBERGER JG. 1910 EINGEWIESEN KLINIK BAD TÖLZ 'VERLEGT' 20. 9. 1940 HARTHEIM ERMORDET 20.9. 1940 'AKTION T 4' | Tengstraße 27               | Elisabeth Rosa Jochsberger (1910–1940) |
|              | HIER WOHNTE CLOTHILDE KATZ JG. 1881 DEPORTIERT 1942 TRANSIT - GHETTO PIASKI ERMORDET                                                        | Agnesstraße 10              | Clothilde Katz |
|              | HIER WOHNTE MELANIE KATZ JG. 1873 DEPORTIERT 1942 THERESIENSTADT 1942 TREBLINKA ERMORDET                                                    | Agnesstraße 10              | Melanie Katz |
|              | HIER WOHNTE HANS BERTHOLD LEWIN JG. 1935 DEPORTIERT 1941 KOWNO / KAUNAS FORT IX ERMORDET 25.11.1941                                         | Agnesstraße 10              | Hans Berthold Lewin |
|              | HIER WOHNTE GERTRUD FANNY LEWIN GEB. SAMSON JG. 1911 DEPORTIERT 1941 KOWNO / KAUNAS FORT IX ERMORDET 25.11 1941                             | Agnesstraße 10              | Gertrud Fanny Lewin |
|              | HIER WOHNTE MICHAEL LEWIN JG. 1938 DEPORTIERT 1941 KOWNO / KAUNAS FORT IX ERMORDET 25.11 1941                                               | Agnesstraße 10              | Michael Lewin |
|              | RUDOLF LEWIN JG. 1908 'SCHUTZHAFT' 1938 KZ DACHAU FLUCHT 1939 ENGLAND                                                                       | Agnesstraße 10              | Rudolf Lewin |
|              | HIER WOHNTE MARTHA MAI GEB. LIPPMANN JG. 1887 DEPORTIERT 1943 ERMORDET IN AUSCHWITZ                                                         | Tengstraße 27               | Martha Mai (1877–1944) |
|              | HIER WOHNTE DR. ALFRED MAI JG. 1881 'SCHUTZHAFT' 1938 DACHAU DEPORTIERT 1943 AUSCHWITZ ERMORDET JULI 1943                                   | Tengstraße 27               | Alfred Mai (1881–1943) |
|              | HIER WOHNTE HANS ERICH MAI JG. 1918 FLUCHT 1939 USA                                                                                         | Tengstraße 27               | Hans Erich Mai (1918–) |
|              | HIER WOHNTE DR. ROBERT MAND JG. 1880 'SCHUTZHAFT' 1938 KZ DACHAU DEPORTIERT 1942 THERESIENSTADT 1944 AUSCHWITZ ERMORDET                     | Agnesstraße 10              | Robert Mand |
|              | HIER WOHNTE FRIEDA LINDEMANN GEB. BLUHRN JG. 1882 GEDEMÜTIGT / ENTRECHTET TOT 11. März 1934                                                 | Georgenstraße 118           | Frieda Lindemann, geborene Bluhrn (1882–1934) |
|              | HIER WOHNTE HUGO LINDEMANN JG. 1873 'SCHUTZHAFT' 1938 DACHAU DEPORTIERT 1942 THERESIENSTADT 1942 TREBLINKA ERMORDET                         | Georgenstraße 118           | Hugo Lindemann (1873–1942/45) |
|              | HIER WOHNTE EMMA LEVINGER GEB. NORDSCHILD JG. 1851 GEDEMÜTIGT / ENTRECHTET TOT 12. MAI 1936                                                 | Römerstraße 28              | Emma Levinger, geborene Borschild (1851–1936) |
|              | HIER WOHNTE ROSA REGINA LEVINGER JG. 1877 GEDEMÜTIGT / ENTRECHTET TOT 16. AUG. 1939                                                         | Römerstraße 28              | Rosa Regina Levinger (1877–1939) |
|              | HIER WOHNTE PAULA LEVY GEB. SELLING JG. 1891 GEDEMÜTIGT / ENTRECHTET FLUCHT IN DEN TOD 29. MÄRZ 1938                                        | Isabellastraße 17           | Paula Levy, geborene Selling (1891–1938) |
|              | HIER WOHNTE REGINA MAYER GEB. HENLE JG. 1887 DEPORTIERT 1943 AUSCHWITZ ERMORDET                                                             | Tengstraße 43               | Regina Mayer |
|              | HIER WOHNTE SALOMON MAYER JG. 1880 'SCHUTZHAFT' 1938 KZ DACHAU DEPORTIERT 1943 AUSCHWITZ ERMORDET                                           | Tengstraße 43               | Salomon Mayer |
|              | HIER WOHNTE MAX OETTINGER JG. 1922 DEPORTIERT 1942 PIASKI ERMORDET                                                                          | Isabellastraße 17           | Max Oettinger (1922–1942/45) |
|              | HIER WOHNTE AMALIE ROSENBERG GEB. ROOS JG. 1877 FLUCHT 1936 TSCHECHOSLOWAKEI SCHICKSAL UNBEKANNT                                            | Tengstraße 43               | Amalie Rosenberg |
|              | HIER WOHNTE MORITZ ROSENBERG JG. 1866 GEDEMÜTIGT/ENTRECHTET TOT 6.JAN.1934                                                                  | Tengstraße 43               | Moritz Rosenberg |
|              | HIER WOHNTE ERIKA VEIT JG. 1911 DEPORTIERT 1942 THERESIENSTADT 1944 AUSCHWITZ ERMORDET 31.12.1944                                           | Tengstraße 43               | Erika Veit |
|              | HIER WOHNTE ELSE BRÜCK GEB. NEUMEYER JG. 1890 FLUCHT 1941 USA                                                                               | Isabellastraße 17           | Else Brück, geborene Neumeyer (1890–) |
|              | HIER WOHNTE EUGEN BRÜCK JG. 1920 FLUCHT FRANKREICH INTERNIERT LAGER DRANCY DEPORTIERT 1942 AUSCHWITZ ERMORDET 23.9.1942                     | Isabellastraße 17           | Eugen Brück (1920–1942) |
|              | HIER WOHNTE HILDE BRÜCK JG. 1925 FLUCHT 1941 USA                                                                                            | Isabellastraße 17           | Hilde Brück (1925–) |
|              | HIER WOHNTE MAX BRÜCK JG. 1884 FLUCHT FRANKREICH INTERNIERT LAGER DRANCY DEPORTIERT 1941 ERMORDET IN AUSCHWITZ                              | Isabellastraße 17           | Max Brück (1884–1941/45) |
|              | HIER WOHNTE WERNER ALEXANDER BRÜCK JG. 1922 GEDEMÜTIGT / ENTRECHTET TOT 23. OKT. 1936                                                       | Isabellastraße 17           | Werner Alexander Brück (1922–1936) |
|              | HIER WOHNTE DR. ARTHUR WEISS JG. 1867 DEPORTIERT 1943 THERESIENSTADT ERMORDET MÄRZ 1944                                                     | Bismarckstraße 30           | Arthur Weiss (1867–1944) |
|              | HIER WOHNTE ELSA WEISS GEB. WOLFF JG. 1877 GEDEMÜTIGT/ENTRECHTET TOT 14. 9. 1939                                                            | Bismarckstraße 30           | Elsa Weiss, geborene Wolff (1877–1939) |
|              | HIER WOHNTE HANS FERDINAND WOLFF JG. 1901 FLUCHT 1937 HOLLAND INTERNIERT WESTERBORK DEPORTIERT 1944 AUSCHWITZ ERMORDET                      | Karl-Theodor-Straße 33      | Hans Ferdinand Wolff (1901–1944) |
|              | HIER WOHNTE LUISE KAROLINA WOLFF GEB. WALLACH JG. 1900 FLUCHT 1937 HOLLAND INTERNIERT WESTERBORK DEPORTIERT 1944 AUSCHWITZ ERMORDET         | Karl-Theodor-Straße 33      | Luise Karolina Wolff, geborene Wallach (1900–1944/45) |
|              | HIER WOHNTE RICHARD OSKAR WOLFF JG. 1930 FLUCHT 1937 HOLLAND MIT HILFE ÜBERLEBT                                                             | Karl-Theodor-Straße 33      | Richard Oskar Wolff (1930–) |
|              | HIER WOHNTE BENNO BING JG. 1874 FLUCHT 1933 TSCHECHOSLOWAKEI FRANKREICH INTERNIERT DRANCY DEPORTIERT 1942 AUSCHWITZ ERMORDET 21.12.1942     | Keuslinstraße 4             | Benno Bing (1874–1942) |
|              | HIER WOHNTE UND ARBEITETE SIGMUND FLEISCHER JG. 1889 FLUCHT POLEN FRÜHJAHR 1939 ERMORDET IM BESETZTEN POLEN                                 | Keuslinstraße 4             | Sigmund Fleischer (1889–1939/45) |
|              | HIER WOHNTE ERNA WILHELMINE MITTEREDER JG. 1925 DEPORTIERT 1941 KAUNAS ERMORDET 25.11.1941                                                  | Römerstraße 7               | Erna Wilhelmine Mittereder wurde am 20. April 1925 in München geboren. Ihre Eltern waren der Rechtsanwalt Franz Mittereder und Rosa geb. Loewi (siehe unten). Die Familie lebte zuerst in der Kaiserstraße 33, später in der Römerstraße 7. Erna Wilhelmine Mittereder arbeitete als Hausmädchen. Im Juni 1940 musste sie mit ihrer Mutter in die Bauerstraße 22 übersiedeln. Am 20. November 1941 wurden die zwei Frauen nach Litauen deportiert, gemeinsam mit tausend Juden aus München. Der Zug sollte ursprünglich nach Riga geführt werden, kam dort allerdings nie an. Mutter, Tochter und alle anderen Deportierten wurden am 25. November 1941 unmittelbar nach ihrer Ankunft in Kaunas erschossen. |
|              | HIER WOHNTE ROSA MITTEREDER GEB. LOEWI JG. 1891 DEPORTIERT 1941 KAUNAS ERMORDET 25.11.1941                                                  | Römerstraße 7               | Rosa Mittereder geb. Loewi wurde am 25. März 1891 in Adelsdorf geboren. Ihre Eltern waren Sigmund Loewi und Agathe geb. Heumann. Am 16. JulI 1923 heiratete sie den Rechtsanwalt Franz Mittereder (1885–1926). Das Paar hatte eine Tochter, Erna Wilhelmine (siehe oben). Die Familie lebte zuerst in der Kaiserstraße 33, später in der Römerstraße 7. Am 20. November 1941 wurden Rosa Mittereder und ihre Tochter nach Litauen deportiert, gemeinsam mit tausend Juden aus München. Der Zug sollte ursprünglich nach Riga geführt werden, kam dort allerdings nie an. Mutter, Tochter und alle anderen Deportierten wurden am 25. November 1941 unmittelbar nach ihrer Ankunft in Kaunas erschossen. |
|              | HIER WOHNTE HEINRICH OESTREICHER JG. 1868 DEPORTIERT 1942 THERESIENSTADT ERMORDET 15.3.1943                                                 | Viktor-Scheffel-Straße 19 ⊙ | Heinrich Oestreicher wurde am 12. Mai 1868 in München geboren. Seine Eltern waren Amson Oestreicher und Johanna geb. Levinger. Er war Großhändler für Pelze und Wolle. Am 20. Februar 1896 heiratete er Anna geb. Wirth (1869–1935). Das Paar hatte zwei Kinder, Maximilian (geb. am 15. Mai 1898) und Erna (geb. am 19. September 1899). Er lebte in der Viktor-Scheffel-Straße 19. In diesem Gebäude gab es drei jüdische Familien. Zwei Familien konnten in die USA auswandern. 1939 musste er seine Wohnung verlassen und danach viermal in verschiedene Sammelwohnungen umziehen. Von Februar bis Mai 1942 wurde er im Barackenlager in der Knorrstraße 148 interniert. Am 23. Juli 1942 wurde Heinrich Oestreicher mit dem Transport II/18 von München in das Konzentrationslager Theresienstadt deportiert. Er wurde am 15. März 1943 vom NS-Regime ermordet. |
|              | HIER WOHNTE ELSE SAMSON GEB. LAUCHHEIMER JG. 1887 DEPORTIERT 1942 GHETTO WARSCHAU ERMORDET                                                  | Agnesstraße 10              | Else Samson |
|              | HIER WOHNTE WILHELM SAMSON JG. 1877 'SCHUTZHAFT' 1938 KZ DACHAU DEPORTIERT 1942 GHETTO WARSCHAU ERMORDET                                    | Agnesstraße 10              | Wilhelm Samson |
|              | HIER WOHNTE AMALIE SCHUSTER GEB. REICHENBERGER JG. 1884 DEPORTIERT 1942 THERESIENSTADT ERMORDET 30.4.1944                                   | Franz-Joseph-Straße 19 ⊙    | Amalie Schuster, geb. Reichenberger wurde am 31. März 1884 in München geboren. Ihre Eltern waren der Kaufmann Benzion Reichenberger und Rosa geb. Reichenberg. Sie heiratete Joseph Schuster, ebenfalls Kaufmann (siehe unten). Die Hochzeit fand am 2. März 1911 in München statt. Das Paar lebte in der Widenmayerstraße 46/III, später in der Franz-Joseph-Straße 1. Ab 1938, als ihr Mann nicht mehr arbeiten durfte, war das Paar von Unterstützung durch Verwandte in Deutschland und aus dem Ausland abhängig. Am 18. Juli 1942 wurden Amalie Schuster und ihr Ehemann mit dem Transport II/17 von München ins Konzentrationslager Theresienstadt deportiert. Ihre Transportsnummern waren 840 und 841. Mann und Frau starben in Theresienstadt, Joseph Schuster am 23. Januar 1943, Amalie Schuster am 2. Mai 1944. |
|              | HIER WOHNTE JOSEPH SCHUSTER JG. 1873 DEPORTIERT 1942 THERESIENSTADT ERMORDET 23.1.1943                                                      | Franz-Joseph-Straße 19 ⊙    | Joseph Schuster, wurde am 5. Juli 1873 in Köln geboren. Seine Eltern waren Bernhard und Emilie Schuster. Er besuchte ein Gymnasium seiner Heimatstadt. Danach lebte er ein Jahr lang in England, 18 Jahre in Frankreich und 4 Jahre in der Schweiz. Er wurde Kaufmann und heiratete Amalie geb. Reichenberger (siehe oben). Die Hochzeit fand am 2. März 1911 in München statt. Das Paar lebte in der Widenmayerstraße 46/III, später in der Franz-Joseph-Straße 1. Im Jahr 1926 wurde er ein Händler für Juttesäcke. 1938 musste er sein Gewerbe niederlegen. Danach waren er und seine Frau auf Unterstützung von Verwandten in Deutschland und aus dem Ausland angewiesen. Am 18. Juli 1942 wurden Joseph Schuster und seine Frau mit dem Transport II/17 von München in das Konzentrationslager Theresienstadt deportiert. Ihre Transportnummern waren 840 und 841. Beide wurden in Theresienstadt ums Leben gebracht. Laut Sterbeurkunde verstarb Joseph Schuster am 23. Januar 1943 um 7 Uhr im Raum 117 des Gebäudes Q 306. Als offizielle Todesursache wurde „Angina pectoris (Herzbräune)“ angegeben. |
|              | HIER WOHNTE JEANETTE WEISS GEB. BAUER JG. 1871 DEPORTIERT 1942 THERESIENSTADT ERMORDET 8.8.1942                                             | Viktor-Scheffel-Straße 16 ⊙ | Jeanette Weiss, geb. Bauer wurde am 27. März 1871 in Wien geboren. Ihre Eltern waren Heinrich Bauer und Magdalena geb. Hamburger. Sie war verheiratet mit Emanuel Weiß (1869–1925), einem Möbelhersteller. Das Paar hatte zehn Kinder, neun davon in München geboren. Bereits zu ihren Lebzeiten wurden drei ihrer Söhne vom NS-Regime ermordet: Leopold am 20. Juni 1941 im KZ Dachau (siehe unten), Joseph am 25. November 1941 in Kaunas und Friedrich am 27. Mai 1942 in Berlin-Plötzensee. Ihre Tochter Julie Katharina Weiss (siehe unten) wurde am 19. Oktober 1944 in das Konzentrationslager Auschwitz deportiert und dort ermordet. Ihre Tochter Rosa Vetter, die seit 1933 in Traunstein lebte, konnte die Shoah überleben. |
|              | HIER WOHNTE JULIE KATHARINA WEISS JG. 1901 DEPORTIERT 1942 THERESIENSTADT ERMORDET IN AUSCHWITZ                                             | Viktor-Scheffel-Straße 16 ⊙ | Julie Katharina Weiss wurde am 30. Mai 1901 in München geboren. Ihre Eltern waren Emanuel Weiss und Jeanette geb. Bauer (siehe oben). Sie hatte neun Geschwister. Sie litt an einer schweren Wirbelsäulenverkrümmung und war auf beiden Beinen gelähmt. Mehrmals war sie im Sanatorium Neufriedenheim in der Fürstenrieder Straße in stationärer Langzeitbehandlung, zuletzt von März 1936 bis Juni 1941. Ihre Mutter wurde am 5. Juni 1942 in das Konzentrationslager Theresienstadt deportiert. Am nächsten Tag wurde auch Julie Katharina Weiss mit dem Transport II/3 nach Theresienstadt deportiert. Ihre Mutter verstarb dort am 6. August 1942. Am 19. Oktober 1944 wurde Julie Katharina Weiss mit dem Transport Es in das Konzentrationslager Auschwitz deportiert. Ihre Transportnummer war 334 von 1.500. Sie wurde dort vom NS-Regime ermordet. Auch drei ihrer Brüder wurden vom NS-Regime ermordet, Leopold im KZ Dachau (siehe unten), Joseph in Kaunas und Friedrich in Berlin-Plötzensee. |
|              | HIER WOHNTE LEOPOLD WEISS JG. 1899 VERHAFTET 1939 SACHSENHAUSEN DACHAU ERMORDET 20.6.1941                                                   | Viktor-Scheffel-Straße 16 ⊙ | Leopold Weiss wurde am 27. Februar 1899 in München geboren. Seine Eltern waren Emanuel Weiss und Jeanette geb. Bauer (siehe oben). Er hatte neun Geschwister. Er wurde Kaufmann. Am 31. Mai 1928 heiratete er Margarete geb. Doppers (geboren am 29. Dezember 1899 in Duisburg). Die Hochzeit fand in Frankfurt (Oder) statt, wo auch das erste Kind des Paares geboren wurde. Insgesamt hatten Leopold und Margarete Weiss drei Kinder, Renate (geb. am 7. Mai 1928), Herbert (geb. am 15. August 1929) und Ellen (geb. am 15. August 1934), die beide in München geboren wurden. Das Paar wurde später geschieden. Leopold Weiss wurde verhaftet und am 30. Oktober 1939 in das KZ Sachsenhausen deportiert. Er wurde am 20. Juni 1941 vom NS-Regime im KZ Dachau ermordet. Seine Mutter verlor ihr Leben im Konzentrationslager Theresienstadt. Mindestens drei seiner Geschwister wurden ebenfalls vom Nazi-Regime ermordet, Joseph in Kaunas, Friedrich in Berlin-Plötzensee und Julie Katharina (siehe oben) in Auschwitz.                                                                               |
|              | HIER WOHNTE BELLA ZERNIK GEB. HÖXTER JG. 1890 DEPORTIERT 1941 KOWNO / KAUNAS FORT IX ERMORDET 25.11.1941                                    | Agnesstraße 10              | Bella Zernik |
|              | HIER WOHNTE FELIX ERICH ZERNIK JG. 1894 'SCHUTZHAFT' 1938 KZ DACHAU DEPORTIERT 1941 KOWNO / KAUNAS FORT IX ERMORDET 25.11.1941              | Agnesstraße 10              | Felix Erich Zernik |
|              | HIER WOHNTE HARALD LUDWIG ZERNIK JG. 1928 DEPORTIERT 1941 KOWNO / KAUNAS FORT IX ERMORDET 25.11.1941                                        | Agnesstraße 10              | Harald Ludwig Zernik |
|              | HIER WOHNTE JUDITH ZIEGLER GEB. GRÜNBERG JG. 1864 DEPORTIERT 1943 THERESIENSTADT ERMORDET 11.5.1943                                         | Viktor-Scheffel-Straße 14 ⊙ | Judith Ziegler, geb. Grünberg wurde am 25. Dezember 1864 in Kuldīga, Lettland geboren. Ihre Eltern waren Heimann Grünberg und Jessie geb. Brode. Am 5. August 1885 heiratete sie Hermann Ziegler (1859–1934), einen Generaldirektor. Die Hochzeit fand in Breslau statt. Das Paar zog 1931 nach München. Die Witwe wurde am 20. April 1943 mit dem Transport XX in das Konzentrationslager Theresienstadt deportiert. Sie verstarb dort am 11. Mai 1943. |

### Sendling
In Sendling wurden 39 Stolpersteine an sechs Adressen verlegt.
| Stolperstein | Inschrift | Verlegeort            | Name, Leben |
| ------------ | --- | --------------------- | --- |
|              | HIER WOHNTE DOROTHEA ABELES GEB. ASCHENBRENNER JG. 1867 DEPORTIERT 1942 THERESIENSTADT ERMORDET IN TREBLINKA            | Lindenschmitstraße 49 | Dorothea Abeles, geborene Aschenbrenner (1867–1942/45) |
|              | HIER WOHNTE EUGEN ABELES JG. 1897 DEPORTIERT 1941 KOWNO / KAUNAS FORT IX ERMORDET 25.11.1941                            | Lindenschmitstraße 49 | Eugen Abeles (1897–1941) |
|              | HIER WOHNTE FRIEDRICH FRITZ ABELES JG. 1892 DEPORTIERT 1941 KOWNO / KAUNAS FORT IX ERMORDET 25.11.1941                  | Lindenschmitstraße 49 | Friedrich Abeles (1892–1941) |
|              | HIER WOHNTE HEINZ ABELES JG. 1922 FLUCHT 1937 USA                                                                       | Lindenschmitstraße 49 | Heinz Abeles (1922–) |
|              | HIER WOHNTE HEINZ KURT ABELES JG. 1922 FLUCHT 1937 USA                                                                  | Lindenschmitstraße 49 | Heinz Kurt Abeles (1922–) |
|              | HIER WOHNTE JOSEF ABELES JG. 1895 FLUCHT 1938 USA                                                                       | Lindenschmitstraße 49 | Josef Abeles (1895–) |
|              | HIER WOHNTE MARGARETE ABELES GEB. LEWY JG. 1898 DEPORTIERT 1942 THERESIENSTADT ERMORDET IN AUSCHWITZ                    | Lindenschmitstraße 49 | Margarete Abeles, geborene Lewy (1898–1942/45) |
|              | HIER WOHNTE MAX ABELES JG. 1865 DEPORTIERT 1942 THERESIENSTADT ERMORDET IN TREBLINKA                                    | Lindenschmitstraße 49 | Max Abeles (1865–1942/45) |
|              | HIER WOHNTE OSKAR ABELES JG. 1900 FLUCHT 1939 USA                                                                       | Lindenschmitstraße 49 | Oskar Abeles (1900–) |
|              | HIER WOHNTE OSKAR ABELES JG. 1922 DEPORTIERT 1941 KOWNO /KAUNAS FORT IX ERMORDET 25.11.1941                             | Lindenschmitstraße 49 | Oskar Abeles (1922–1941) |
|              | HIER WOHNTE OTTO ABELES JG. 1902 FLUCHT 1939 USA                                                                        | Lindenschmitstraße 49 | Otto Abeles (1902–) |
|              | HIER WOHNTE WALTER ABELES JG. 1927 DEPORTIERT 1941 KAUNAS ERMORDET 25.11.1941                                           | Lindenschmitstraße 49 | Walter Abeles (1927–1941) |
|              | HIER WOHNTE RAPHAEL RUDOLPH ADLER JG. 1918 FLUCHT 1936 HOLLAND SCHICKSAL UNBEKANNT                                      | Oberländerstraße 24   | Raphael Rudolph Adler (1918–1941) |
|              | HIER WOHNTE BETTY BERGER GEB. SUFRYIN JG. 1893 DEPORTIERT 20.11.1941 ERMORDET 25.11.1941 KAUNAS                         | Kyreinstraße 3 ⊙      | Betty Berger, geb. Sufrin bzw. Sufryn wurde am 4. Dezember 1893 in Tyczyn, Galizien, geboren. Ihr Vorname wird auch mit Brenda bzw. Babette angegeben. Ihre Eltern waren Leib Wolf Sufryn, ein Kaufmann, und Gisela, auch Golde, geb. Teitelbaum. 1926 heiratete sie in München den Kaufmann Simon Berger (siehe unten) und wurde Kauffrau. Das Paar hatte zwei Töchter, Esther und Hanna, geboren 1929 und 1930 in München (siehe unten). Ab Mai 1940 war die Familie stets auf Quartiersuche und war zeitweilig im Übernachtungsheim der Israelitischen Kultusgemeinde untergebracht. Am 20. November 1941 wurden Betty Berger, der Ehemann und die beiden Töchter gemeinsam mit tausend Juden aus München nach Litauen deportiert. Der Zug sollte ursprünglich Riga erreichen, kam aber nie dort an. Alle Passagiere dieses Zuges wurden sofort nach der Ankunft in Kaunas am 25. November 1941 erschossen, darunter auch die vierköpfige Familie Berger. |
|              | HIER WOHNTE ESTHER BERGER JG. 1929 DEPORTIERT 20.11.1941 ERMORDET 25.11.1941 KAUNAS                                     | Kyreinstraße 3 ⊙      | Esther Berger, geboren am 11. Juni 1929 in München, war die ältere Tochter von Simon Berger (siehe unten) und Betty geb. Sufrin (siehe oben). Sie hatte eine jüngere Schwester, Hanna (siehe unten). Am 20. November 1941 wurden die beiden Schwestern und ihre Eltern gemeinsam mit tausend Juden aus München nach Litauen deportiert. Der Zug sollte ursprünglich Riga erreichen, kam aber nie dort an. Alle Passagiere dieses Zuges wurden sofort nach der Ankunft in Kaunas am 25. November 1941 erschossen, darunter auch die vierköpfige Familie Berger. |
|              | HIER WOHNTE HANNA BERGER JG. 1930 DEPORTIERT 20.11.1941 ERMORDET 25.11.1941 KAUNAS                                      | Kyreinstraße 3 ⊙      | Hanna Berger wurde am 17. Dezember 1930 in München geboren. Ihre Eltern waren die Kaufleute Simon Berger (siehe unten) und Betty geb. Sufrin (siehe oben). Sie hatte eine ältere Schwester, Esther (siehe oben). Am 20. November 1941 wurden die beiden Schwestern und ihre Eltern gemeinsam mit tausend Juden aus München nach Litauen deportiert. Der Zug sollte ursprünglich Riga erreichen, kam aber nie dort an. Alle Passagiere dieses Zuges wurden sofort nach der Ankunft in Kaunas am 25. November 1941 erschossen, darunter auch die 10-jährige Schülerin. |
|              | HIER WOHNTE SIMON BERGER JG. 1896 DEPORTIERT 20.11.1941 ERMORDET 25.11.1941 KAUNAS                                      | Kyreinstraße 3 ⊙      | Simon Berger wurde am 4. Dezember 1893 in Sokolow, Galizien, geboren. Seine Eltern waren Pinkus Berger, ein Kaufmann, und Sima geb. Kaufmann. 1926 ehelichte er in München die Kauffrau Betty geb. Sufrin (siehe oben). Das Paar hatte zwei Töchter, Esther und Hanna, geboren 1929 und 1930 in München (siehe oben). Im Mai 1940 musste die Familie aus der Familienwohnung in der Theklastraße 3/III ausziehen und vorübergehend im Übernachtungsheim der Israelitischen Kultusgemeinde nächtigen. Von Juli 1940 bis 1. November 1941 fanden sie Quartier in einer Sammelwohnung in der Kreisstraße 3. Die letzten Wochen vor der Deportation verbrachten sie wieder im Übergangsheim. Am 20. November 1941 wurden Simon Berger, die Ehefrau und die beiden Töchter gemeinsam mit tausend Juden aus München nach Litauen deportiert. Der Zug sollte ursprünglich Riga erreichen, kam aber nie dort an. Alle Passagiere dieses Zuges wurden sofort nach der Ankunft in Kaunas am 25. November 1941 erschossen, darunter auch die vierköpfige Familie Berger. |
|              | HIER WOHNTE ARNOLD FEITH JG. 1874 GEDEMÜTIGT / ENTRECHTET TOT 1939                                                      | Oberländerstraße 24   | Arnold Feith (1874–1939) |
|              | HIER WOHNTE JULIE FEITH GEB. FRIEDMANN JG. 1892 DEPORTIERT 1941 KOWNO FORT IX MASSENERSCHIESSUNG 25.11.1941             | Oberländerstraße 24   | Julie Feith, geborene Friedmann (1892–1941) |
|              | HIER WOHNTE JULIA FRÜH GEB. BÄR JG. 1874 DEPORTIERT 16.7.1942 THERESIENSTADT ERMORDET IN TREBLINKA                      | Kyreinstraße 3 ⊙      | Julia Früh, geb. Bär wurde am 6. Januar 1874 in Heilbronn geboren. Ihre Eltern waren Hellmann Bär, ein Kaufmann, und Sophie geb. Mendle. Sie hatte zumindest eine jüngere Schwester, Natalie Mayer (siehe unten). Sie heiratete den Ziegeleibesitzer Max Früh (geboren am 8. Februar 1861 in Langenzenn). Das Paar hatte drei Kinder, Michael, Emil und Meta. Nachgewiesen sind Münchner Wohnsitze ab Oktober 1898, zuerst in der Lindwurmstraße, dann 28 Jahre lang am St.-Anna-Platz 2/I und ab April 1927 in der Kyreinstraße 3/II re. Ab 5. Januar 1942 wurde sie im Internierungslager Clemens-August-Straße 9/I angehalten. Am 16. Juli 1942 wurden Julia Früh, ihre Schwester und deren Ehemann mit dem Transport II/16 in das Konzentrationslager Theresienstadt deportiert. Ihre Transportnummern waren 789 bis 791. Am 19. September 1942 wurden sie mit Transport Bo in das Vernichtungslager Treblinka deportiert. Ihre Transportnummern waren 1298 bis 1300 von 2003. Dort wurden Julia Früh, Schwester und Schwager ermordet. |
|              | KAUFHAUS GUTMANN SEIT 1912 HIER ARBEITETE EMANUEL GUTMANN JG. 1873 DEPORTIERT 1942 THERESIENSTADT ERMORDET 1943         | Lindwurmstraße 205 ⊙  | Emanuel Gutmann wurde am 29. Dezember 1873 in Gemmingen geboren. Seine Eltern waren Adolf Gutmann, ein Handelsmann, und Babette geb. Sontheimer. Anfang 1893 zog er nach München. Er heiratete Sophie geb. Marx (siehe unten). Um 1910 kaufte das Paar das Haus Lindwurmstraße 205, 1912 errichteten sie dort das Kaufhaus Gutmann, welches sie gemeinsam führten. Im Rahmen der sogenannten „Arisierungen“ wurde Emanuel Gutmann unter Zwang eine Verzichtserklärung auf Haus und Betrieb abverlangt. Nach der Reichspogromnacht im November 1938 wurde er in das KZ Dachau verschleppt und kam schwerkrank zurück. Im September 1941 musste das Ehepaar seine Wohnung in der Elisabethstraße 30/I verlassen und in das Altenheim der Israelitischen Kultusgemeinde in der Kaulbachstraße 65 übersiedeln. Am 16. März 1942 wurden sie im Barackenlager in der Knorrstraße 148 interniert. Am 23. Juni 1942 wurde sie mit dem Transport II/8 von München in das Konzentrationslager Theresienstadt deportiert. Emanuel Gutmann wurde am 24. Oktober 1943 ebendort vom NS-Regime ermordet. Seine Frau verstarb ein Jahr später ebenfalls in Theresienstadt. |
|              | KAUFHAUS GUTMANN SEIT 1912 HIER ARBEITETE SOFIE GUTMANN GEB. MARX JG. 1878 DEPORTIERT 1942 THERESIENSTADT ERMORDET 1944 | Lindwurmstraße 205 ⊙  | Sophie Gutmann, geb. Marx wurde am 16. Mai 1878 in Heilbronn geboren. Ihre Eltern waren Elias Marx, ein Metzger, und Fanny geb. Ottenheimer. Sie hatte zumindest fünf Geschwister, darunter Louis Marx (1873–1943), Therese Klugmann (1874–1966), Benno Marx (1883–1968) und Carolene/Karoline Mayer. Anfang 1901 zog sie nach München. Sie heiratete Emanuel\|Gutmann (siehe oben). Gemeinsam mit ihrem Mann führte sie ab 1912 das Kaufhaus Gutmann in der Lindwurmstraße 205. Haus und Betrieb wurden „arisiert“, der Mann kam ins KZ Dachau und wurde schwerkrank entlassen. Im September 1941 musste das Ehepaar seine Wohnung in der Elisabethstraße 30/I verlassen und in das Altenheim der Israelitischen Kultusgemeinde in der Kaulbachstraße 65 übersiedeln. Am 16. März 1942 wurden sie im Barackenlager in der Knorrstraße 148 interniert. Am 23. Juni 1942 wurde sie mit dem Transport II/8 von München in das Konzentrationslager Theresienstadt deportiert. Emanuel Gutmann wurde am 24. Oktober 1943 ebendort vom NS-Regime ermordet, Sophie Gutmann am 11. Oktober 1944. Zumindest zwei ihrer Geschwister, Louis und Caroline, wurden ebenfalls im Rahmen der Shoah ermordet. |
|              | HIER WOHNTE JULIE HAENLEIN GEB. LANDAUER JG. 1878 DEPORTIERT 1942 PIASKI ERMORDET                                       | Ramungstraße 3        | Julie Haenlein, geborene Landauer (1878–1942/45) |
|              | HIER WOHNTE EUGENIE ISAAC GEB. LAY JG. 1867 DEPORTIERT 1942 THERESIENSTADT ERMORDET 29.1.1943                           | Kyreinstraße 3 ⊙      | Eugenie Isaac, geb. Lay wurde am 7. August 1867 in Pforzheim geboren Ihre Eltern waren Adolf Lay und Louise geb. Bodenheim. Sie war mit Jakob Isaac verheiratet, einem Kaufmann. Das Paar lebte in Köln und hatte zwei Kinder, Gertrud (geb. am 19. März 1896) und Adolf (geb. am 27. November 1897). Ihr Mann starb bereits am 21. März 1901 in Köln. 1909 zog die Witwe nach München. Im Mai 1942 wurde sie gezwungen, in das Barackenlager in der Knorrstraße 148 zu übersiedeln. Einige Wochen später, am 24. Juni 1942, wurde sie in das Konzentrationslager Theresienstadt deportiert. Dort starb sie am 29. Januar 1943. Das Schicksal ihrer Kinder ist nicht bekannt. |
|              | HIER WOHNTE PAUL KLEIN JG. 1888 'SCHUTZHAFT' 1938 DACHAU DEPORTIERT 1941 KOWNO FORT IX MASSENERSCHIESSUNG 25.11.1941    | Ramungstraße 3        | Paul Klein (1888–1938) |
|              | HIER WOHNTE FRANZ KOHN JG. 1895 'SCHUTZHAFT' 1938 DACHAU DEPORTIERT 1941 KOWNO FORT IX MASSENERSCHIESSUNG 25.11.1941    | Ramungstraße 3        | Franz Kohn (1895–1941) |
|              | HIER WOHNTE WILHELM MAMMA JG. 1902 DEPORTIERT 20.11.1942 ERMORDET 25.11.1942 KAUNAS                                     | Kyreinstraße 3 ⊙      | Wilhelm Mamma wurde am 27. Februar 1902 in Bozen (Südtirol) geboren. Seine Eltern waren Bernhard Mamma, ein Kaufmann in München, und Anna geb. Schwarz (1878–1938). Er hatte zwei Schwestern und einen Bruder. 1927 zog er nach München, 1931 heiratete er Jetty geb. Spieler (geboren am 31. Juli 1906 in München). Die Ehe wurde später geschieden. Am 20. November 1941 wurde er gemeinsam mit tausend Juden aus München nach Litauen deportiert. Der Zug sollte ursprünglich Riga erreichen, kam aber nie dort an. Wilhelm Mamma und alle anderen Passagiere dieses Zuges wurden sofort nach der Ankunft in Kaunas am 25. November 1941 erschossen. Seine ältere Schwester Frieda Hajek wurde nach Ujazdów deportiert und ebenfalls von den Nazis ermordet. Sein Bruder konnte in Bratislava überleben, seine jüngere Schwester in München. |
|              | HIER WOHNTE ARTHUR MAYER JG. 1904 DEPORTIERT 1943 ERMORDET IN AUSCHWITZ                                                 | Oberländerstraße 24   | Arthur Mayer (1904–1943/45) |
|              | HIER WOHNTE DAVID MAYER JG. 1873 DEPORTIERT 16.7.1942 THERESIENSTADT ERMORDET IN TREBLINKA                              | Kyreinstraße 3 ⊙      | David Mayer wurde am 15. Mai 1873 in Kitzingen am Main geboren. Seine Eltern waren Moses Mayer, ein Kaufmann, und Ida geb. Mainzer. Am 2. März 1909 heiratete er in Heilbronn Natalie geb. Bär (siehe unten). Das Paar hatte einen Sohn, Alfred (geboren am 12. Dezember 1909 in Rosenheim). 1924 übersiedelte die Familie von Rosenheim nach München und wohnte durchgehend bis zur Deportation in der Kyreinstraße 3/II. Am 16. Juli 1942 wurden David und Natalie Mayer gemeinsam mir Natalies Schwester Julia Früh mit dem Transport II/16 in das Konzentrationslager Theresienstadt deportiert. Ihre Transportnummern waren 789 bis 791. Am 19. September 1942 wurden sie mit Transport Bo in das Vernichtungslager Treblinka deportiert. Ihre Transportnummern waren 1298 bis 1300 von 2003. Dort wurden beide ermordet, ebenso die Schwester seiner Frau. |
|              | HIER WOHNTE MINA MAYER GEB. GUTMANN JG. 1870 DEPORTIERT 1942 THERESIENSTADT ERMORDET 13. 3. 1943                        | Oberländerstraße 24   | Mina Mayer, geborene Gutmann (1870–1943) |
|              | HIER WOHNTE NATALIE MAYER GEB. BÄR JG. 1878 DEPORTIERT 16.7.1942 THERESIENSTADT ERMORDET IN TREBLINKA                   | Kyreinstraße 3 ⊙      | Natalie Mayer geb. Bär wurde am 11. Dezember 1878 in Heilbronn geboren. Ihre Eltern waren Hellmann Bär, ein Kaufmann, und Sophie geb. Mendle. Sie hatte zumindest eine ältere Schwester, Julia Früh (siehe oben). Am 2. März 1909 heiratete sie in Heilbronn den Kaufmann David Mayer (siehe oben). Das Paar hatte einen Sohn, Alfred (geboren am 12. Dezember 1909 in Rosenheim). 1924 übersiedelte die Familie von Rosenheim nach München und wohnte durchgehend bis zur Deportation in der Kyreinstraße 3/II. Am 16. Juli 1942 wurden Natalie Mayer, ihr Ehemann und ihre Schwester mit dem Transport II/16 in das Konzentrationslager Theresienstadt deportiert. Ihre Transportnummern waren 789 bis 791. Am 19. September 1942 wurden sie mit Transport Bo in das Vernichtungslager Treblinka deportiert. Ihre Transportnummern waren 1298 bis 1300 von 2003. Dort wurden Ehepaar und Schwester ermordet. |
|              | HIER WOHNTE IRMA REISS GEB. KULLMANN JG. 1892 DEPORTIERT 20.11.1942 ERMORDET 25.11.1942 KAUNAS                          | Kyreinstraße 3 ⊙      | Irma Reiß wurde am 23. Juli 1892 in Busenberg geboren. Ihre Eltern waren Benedikt Kullmann, ein Kaufmann und Ida geb. Vollmer. Sie heiratete 1919 Richard Samuel Reiß (siehe unten) und wurde Hausfrau. Das Paar hatte drei Kinder, Oskar (geb. am 6. Mai 1921 in Bad Dürkheim), Helene (geboren am 25. Juli 1926 in München) und Wolfgang (geb. am 26. Dezember 1932 in München, siehe unten). Das Paar musste 1940 die Wohnung in der Mandlstraße 1a/I verlassen und lebte danach in der Kyreinstraße 3. Am 20. November 1941 wurden Irma Reiß, ihr Ehemann und ihr jüngerer Sohn gemeinsam mit tausend Juden aus München nach Litauen deportiert. Der Zug sollte ursprünglich Riga erreichen, kam aber nie dort an. Die Reiß-Familie und alle anderen Passagiere dieses Deportationszuges wurden sofort nach der Ankunft in Kaunas am 25. November 1941 erschossen. Der Bericht über ihren Tod wurde von ihrem Sohn Oskar im Jahr 1994 an Yad Vashem übermittelt. Er berichtete auch über die Morde an Vater und Bruder, an beiden Großelternpaaren und an seiner Tante Alice. Zu dieser Zeit lebte er in Denver, Colorado. Am 1. April 2017 trat Dr. Oscar Kully Reiss in einer Episode von Hometown Heroes auf und berichtete, dass auch seine Schwester Helene die Shoah in den USA überleben konnte, „indem ihr von Familienmitgliedern im Elsaß-Lothringen geholfen wurde, nachdem der Krieg in Europa ausgebrochen war.“ Er war damals 95 Jahre alt. |
|              | HIER WOHNTE RICHARD REISS JG. 1890 DEPORTIERT 20.11.1942 ERMORDET 25.11.1942 KAUNAS                                     | Kyreinstraße 3 ⊙      | Richard Reiß wurde am 10. Juni 1890 in Rödersheim geboren. Seine Eltern waren Elias Reiß, ein Viehhändler, und Rosa geb. Vollmer. Er hatte zumindest eine Schwester, Alice (geb. 1894). Er wurde ebenfalls Viehhändler und war ab 1919 mit Irma geb. Kullmann verheiratet (siehe oben). Das Paar hatte drei Kinder, Oskar (geb. am 6. Mai 1921 in Bad Dürkheim), Helene (geboren am 25. Juli 1926 in München) und Wolfgang (siehe unten). 1940 musste die Familie die Wohnung in der Mandlstraße 1a/I räumen und in die Kreisstraße 3 übersiedeln. Am 20. November 1941 wurden Richard Reiß, seine Frau und deren Sohn Wolfgang nach Litauen deportiert. Der Zug sollte ursprünglich Riga erreichen, kam aber nie dort an. Die Familie Reiß wurde sofort nach der Ankunft in Kaunas am 25. November 1941 erschossen. Auch seine Eltern und seine Schwester wurden vom NS-Regime ermordet. Sein älterer Sohn und seine Tochter waren von den Eltern weggeschickt worden und konnten die Shoah in den USA überleben. |
|              | HIER WOHNTE WOLFGANG REISS JG. 1932 DEPORTIERT 20.11.1942 ERMORDET 25.11.1942 KAUNAS                                    | Kyreinstraße 3 ⊙      | Wolfgang Reiß wurde am 26. Dezember 1932 in München geboren. Seine Eltern waren Richard Reiß und Irma geb. Kullmann (siehe oben). Er hatte zwei ältere Geschwister, Oskar und Helene. Er war ein Schuljunge. Die letzten Tage vor der Deportation verbrachte er in einem Pflegeheim für jüdische Kinder. Am 20. November 1941 wurden Wolfgang Reiß und seine Eltern nach Litauen deportiert. Alle drei wurden sofort nach der Ankunft in Kaunas am 25. November 1941 erschossen. Der Junge war noch nicht neun Jahre alt. Alle seine Großeltern wurden vom NS-Regime ermordet, auch seine Tante Alice. Seine Geschwister konnten in der Emigration überleben. |
|              | HIER WOHNTE JOHANNA SCHAFRANEK JG. 1896 DEPORTIERT 1942 TRANSIT-GHETTO PIASKI ERMORDET                                  | Brudermühlstraße 23   | Johanna Schafranek (1896–1942/45) |
|              | HIER WOHNTE MARIA SCHAFRANEK GEB. LÖWY JG. 1866 GEDEMÜTIGT / ENTRECHTET TOT 8. JULI 1940                                | Brudermühlstraße 23   | Maria Schafranek, geborene Löwy (1866–1940) |
|              | HIER WOHNTE ISIDOR SPIEGL JG. 1868 'SCHUTZHAFT' 1938 DACHAU DEPORTIERT 1942 THERESIENSTADT 1942 TREBLINKA ERMORDET      | Ramungstraße 3        | Isidor Spiegl (1868–1942/45) |
|              | HIER WOHNTE HELENE STRAUSS GEB. STEIN JG. 1886 GEDEMÜTIGT /ENTRECHTET TOT 13.10.1938                                    | Ramungstraße 3        | Helene Strauss, geborene Stein (1886–1938) |
|              | HIER WOHNTE JULIE STRAUSS GEB. BÄR JG. 1867 DEPORTIERT 1943 THERESIENSTADT ERMORDET 19.3.1943                           | Lindenschmitstraße 49 | Julie Strauss, geborene Bär (1867–1943) |
|              | HIER WOHNTE LEOPOLD WEIMERSHEIMER JG. 1896 VERHAFTET 18. 6. 1938 JUNI-AKTION SACHSENHAUSEN ERMORDET 7.2.1939            | Oberländerstraße 24   | Leopold Weimersheimer (1896–1939) |

### Trudering-Riem
In Trudering-Riem wurde ein Stolperstein verlegt.
| Stolperstein | Inschrift | Verlegeort         | Name, Leben                                               |
| ------------ | --- | ------------------ | --------------------------------------------------------- |
|              | HELENE WINKLER GEB. ZORKOCZY VON ZORKOCZ JG. 1899 EINGEWIESEN 1935 HEILANSTALT EGLFING-HAAR ERMORDET 4. 4. 1942 | Spertentalstraße 7 | Helene Winkler, geborene Zorkoczy von Zorkocz (1899–1942) |

### Untergiesing-Harlaching
In Untergiesing-Harlaching wurden folgende Stolpersteine verlegt.
| Stolperstein | Inschrift                                                                                                 | Verlegeort        | Name, Leben         |
| ------------ | --- | ----------------- | ------------------- |
|              | HIER WOHNTE JOSEF HEBENSTREIT JG. 1863 GEDEMÜTIGT/ENTRECHTET TOT 14. JULI 1939                            | Cannabichstraße 9 | Josef Hebenstreit   |
|              | HIER WOHNTE LEA HEBENSTREIT GEB. BAUER JG. 1866 GEDEMÜTIGT/ENTRECHTET TOT 2. MAI 1942                     | Cannabichstraße 9 | Lea Hebenstreit     |
|              | HIER WOHNTE GISELA GRÖBEL GEB. BATSCHA JG. 1885 DEPORTIERT 1941 KOWNO/KAUNAS FORT IX ERMORDET 25.11.1941  | Cannabichstraße 9 | Gisela Gröbel       |
|              | HIER WOHNTE NAFTALI HERZ GRÖBEL JG. 1877 DEPORTIERT 1941 KOWNO/KAUNAS FORT IX ERMORDET 25.11.1941         | Cannabichstraße 9 | Naftali Herz Gröbel |
|              | HIER WOHNTE DR. OSKAR GRÖBEL JG. 1909 SCHUTZHAFT 1938 KZ DACHAU FLUCHT 1939 USA                           | Cannabichstraße 9 | Oskar Gröbel        |
|              | HIER WOHNTE ELSA CHEIKOWSKY JG. 1908 GEDEMÜTIGT/ENTRECHTET TOT 24. SEPT. 1937                             | Cannabichstraße 9 | Elsa Cheikowsky     |
|              | HIER WOHNTE PHILIPP TROST JG. 1884 UNFREIWILLIG VERZOGEN 1940 WIEN DEPORTIERT 1941 GHETTO KIELCE ERMORDET | Cannabichstraße 9 | Philipp Trost       |

## Verlegedaten

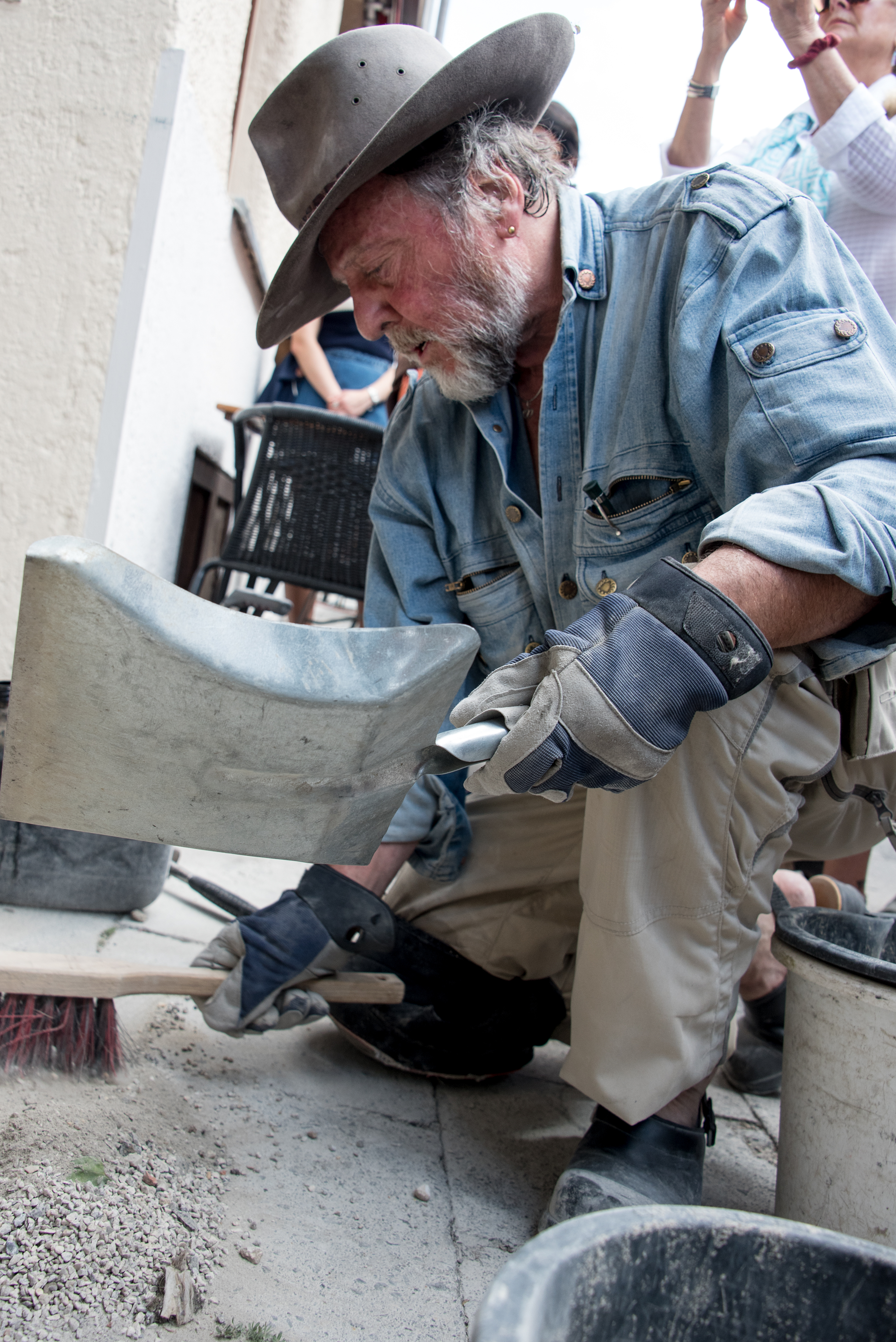
Gunter Demnig verlegt in München, Juni 2017

Die Stolpersteine in München wurden von Gunter Demnig an folgenden Tagen persönlich verlegt:
- 1. September 2007: Viktor-Scheffel-Straße 19 (1 Stolperstein)
- 12. August 2008: Viktor-Scheffel-Straße 14 und 16 (4)
- 17. Mai 2009: Haydnstraße 12 (2), Kyreinstraße 3 (11)
- 20. November 2011: Kyreinstraße 3 (Eugenie Isaac)
- 18. April 2013: Lindwurmstraße 205 (2), Widenmayerstraße 16/Hauseingang Liebigstraße (3)
- 21. Dezember 2013: Entenbachstraße 45 (2)
- 22. Mai 2014: Von-der-Tann-Straße 7 (1)
- 3. Juli 2016: Widenmayerstraße 16/Hauseingang Liebigstraße (Ernst Basch)
- 4. Juli 2016: Bayerstraße 25 (1), Franz-Joseph-Straße 19 (2)
- 27. Juni 2017: Ickstattstraße 13 (13), Herzog-Heinrich-Straße 5 (6) und Römerstraße 7 (2)
- 14. Oktober 2017: Augustenstraße 98 (3), Baumstraße 4 (1), Landwehrstraße 20 (1), Pestalozzistraße 36 (1)[57]
- 12. November 2018: Eisenstraße 3 (2), Franziskanerstraße 41 (1), Ickstattstraße 13 (1), Keuslinstraße 4 (2), Leopoldstraße 52a (3), Mariahilfstraße 7 und 9, Seestraße 8 (7), Türkenstraße 26 (1), Waltherstraße 29 (4), Zeppelinstraße 16

Weitere Stolpersteine wurden an folgenden Tagen verlegt:
- 22. Juni 2025: Goethestraße 23 (56)[81]